# Danh sách phim điện ảnh Hoa Kỳ năm 2024
Dưới đây là danh sách các bộ phim của nền điện ảnh Hoa Kỳ được phát hành trong năm 2024. Năm nay chứng kiến một loạt các tác phẩm điện ảnh đa dạng, từ các bom tấn của các hãng phim đến cả những bộ phim được phát hành trên các nền tảng trực tuyến hoặc chiếu rạp. Các cuộc tranh chấp lao động ở Hollywood vào năm 2023, bao gồm cả cuộc đình công của Hiệp hội Biên kịch Hoa Kỳ (WGA) và cuộc đình công của SAG-AFTRA, những cuộc đình công trên đã có ảnh hưởng đáng kể đến lịch phát hành phim của năm 2024, với nhiều bộ phim bị hoãn do quá trình sản xuất bị tạm dừng giữa chừng hoặc trước khi nó được bắt đầu.
Theo sau phần doanh thu phòng vé, danh sách này được sắp xếp theo trình tự thời gian, cung cấp thông tin về ngày phát hành, các công ty sản xuất, đạo diễn và các diễn viên chính.

## Doanh thu phòng vé
Các bộ phim Hoa Kỳ có doanh thu cao nhất được phát hành vào năm 2024, tính theo tổng doanh thu phòng vé nội địa, như sau:
 Nền tô màu chỉ những phim đang được chiếu trong tuần từ ngày 21 tháng 3 năm 2025 tại các rạp ở Hoa Kỳ.
| Thứ hạng | Tiêu đề                        | Nhà phân phối            | Tổng doanh thu nội địa |
| -------- | ------------------------------ | ------------------------ | ---------------------- |
| 1        | Những mảnh ghép cảm xúc 2      | Disney                   | $652,980,194           |
| 2        | Deadpool và Wolverine          | Disney                   | $636,742,741           |
| 3        | Wicked                         | Universal                | $472,604,830           |
| 4        | Hành trình của Moana 2         | Disney                   | $458,351,891           |
| 5        | Kẻ trộm mặt trăng 4            | Universal                | $361,004,205           |
| 6        | Ma siêu quậy                   | Warner Bros.             | $294,097,060           |
| 7        | Dune: Hành tinh cát – Phần hai | Warner Bros.             | $282,144,358           |
| 8        | Lốc xoáy tử thần               | Universal / Warner Bros. | $267,762,265           |
| 9        | Mufasa: Vua sư tử              | Disney                   | $243,461,183           |
| 10       | Nhím Sonic 3                   | Paramount                | $235,004,898           |

## Phát hành

### Tháng 1 – Tháng 3
| Khởi chiếu  | Khởi chiếu | Tiêu đề                                 | Tiêu đề gốc                     | Hãng sản xuất                                                                          | Đoàn làm phim | Tham khảo |
| ----------- | ---------- | --------------------------------------- | ------------------------------- | -------------------------------------------------------------------------------------- | --- | --------- |
| T H Á N G 1 | 2          | The Mummy Murders                       |                                 | Gravitas Ventures                                                                      | Colin Bressler (đạo diễn/biên kịch); Will Donahue (biên kịch); Leila Annastasia Scott, Jason Scarbrough, Jeff Caperton, Will Donahue, Aimee Michelle, Destiny Soria, Cole Springer, Isak Tufic | [ 3 ]     |
| T H Á N G 1 | 3          | Self Reliance                           |                                 | Neon / Hulu / MRC / Paramount Global Content Distribution                              | Jake Johnson (đạo diễn/biên kịch); Jake Johnson, Anna Kendrick, Natalie Morales, Mary Holland, Emily Hampshire, Christopher Lloyd, Wayne Brady, Andy Samberg | [ 4 ]     |
| T H Á N G 1 | 4          | DarkGame                                |                                 | Gravitas Ventures                                                                      | Howard J. Ford (đạo diễn); Gary Grant, Niall Johnson (biên kịch); Ed Westwick, Andrew P. Stephen, Natalya Tsvetkova, Lola Wayne, Rory Alexander, Rose Reynolds | [ 5 ]     |
| T H Á N G 1 | 5          | Bơi đêm                                 | Night Swim                      | Universal Pictures / Blumhouse Productions / Atomic Monster                            | Bryce McGuire (đạo diễn/biên kịch); Wyatt Russell, Kerry Condon, Amélie Hoeferle, Gavin Warren | [ 6 ]     |
| T H Á N G 1 | 5          | He Went That Way                        |                                 | Vertical Entertainment / Mister Smith Entertainment                                    | Jeffrey Darling (đạo diễn); Evan M. Wiener (biên kịch); Jacob Elordi, Zachary Quinto, Patrick J. Adams | [ 7 ]     |
| T H Á N G 1 | 5          | The Painter                             |                                 | Republic Pictures                                                                      | Kimani Ray Smith (đạo diễn); Brian Buccellato (biên kịch); Charlie Weber, Jon Voight, Marie Avgeropoulos, Max Montesi, Rryla McIntosh, Luisa D'Oliveira | [ 8 ]     |
| T H Á N G 1 | 5          | Điệp vụ cuối cùng                       | The Bricklayer                  | Vertical Entertainment / Millennium Media                                              | Renny Harlin (đạo diễn); Hanna Weg, Matt Johnson (biên kịch); Aaron Eckhart, Nina Dobrev, Tim Blake Nelson, Ilfenesh Hadera, Clifton Collins Jr. | [ 9 ]     |
| T H Á N G 1 | 5          | Some Other Woman                        |                                 | Radiant Films International / Balcony 9 Productions                                    | Joel David Moore (đạo diễn); Yuri Baranovsky, Angela Gulner, Josh Long (biên kịch); Amanda Crew, Tom Felton, Ashley Greene | [ 10 ]    |
| T H Á N G 1 | 5          | Fugitive Dreams                         |                                 | Freestyle Releasing                                                                    | Jason Neulander (đạo diễn/biên kịch); April Matthis, Robbie Tann, Scott Shepherd, O-Lan Jones, David Patrick Kelly | [ 11 ]    |
| T H Á N G 1 | 5          | Husband for Sale                        |                                 | Media Ave Studios                                                                      | Peter Takla (đạo diễn/biên kịch); Ayman Mansour, Faltaos Tamer, Mena Maurice, Dina Girgis, Mariam Bebawi, Seif Nessim, Josephine Adel, Febronia Gendy | [ 12 ]    |
| T H Á N G 1 | 12         | Mật vụ ong                              | The Beekeeper                   | Metro-Goldwyn-Mayer / Miramax                                                          | David Ayer (đạo diễn); Kurt Wimmer (biên kịch); Jason Statham, Emmy Raver-Lampman, Josh Hutcherson, Bobby Naderi, Minnie Driver, Phylicia Rashad, Jeremy Irons | [ 13 ]    |
| T H Á N G 1 | 12         | Mean Girls                              |                                 | Paramount Pictures / Broadway Video / Little Stranger                                  | Arturo Perez Jr., Samantha Jayne (đồng đạo diễn); Tina Fey (biên kịch); Angourie Rice, Reneé Rapp, Auliʻi Cravalho, Jaquel Spivey, Avantika, Bebe Wood, Christopher Briney, Jenna Fischer, Busy Philipps, Tina Fey, Tim Meadows | [ 14 ]    |
| T H Á N G 1 | 12         | The Book of Clarence                    |                                 | TriStar Pictures / Legendary Pictures                                                  | Jeymes Samuel (đạo diễn/biên kịch); LaKeith Stanfield, Omar Sy, Anna Diop, RJ Cyler, David Oyelowo, Micheal Ward, Alfre Woodard, Teyana Taylor, Caleb McLaughlin, Eric Kofi-Abrefa, Marianne Jean-Baptiste, James McAvoy, Benedict Cumberbatch | [ 15 ]    |
| T H Á N G 1 | 12         | Lift: Vụ trộm trên không                | Lift                            | Netflix / Genre Films / 6th & Idaho Productions                                        | F. Gary Gray (đạo diễn); Daniel Kunka (biên kịch); Kevin Hart, Gugu Mbatha-Raw, Vincent D'Onofrio, Úrsula Corberó, Billy Magnussen, Kim Yoon-ji, Viveik Kalra, Jacob Batalon, Jean Reno, Sam Worthington | [ 16 ]    |
| T H Á N G 1 | 12         | Role Play                               |                                 | Amazon MGM Studios / The Picture Company / StudioCanal                                 | Thomas Vincent (đạo diễn); Seth Owen (biên kịch); Kaley Cuoco, David Oyelowo, Connie Nielsen, Bill Nighy | [ 17 ]    |
| T H Á N G 1 | 12         | The Night They Came Home                |                                 | Lionsgate Home Entertainment                                                           | Paul G. Volk (đạo diễn); John A. Russo, James O'Brien (biên kịch); Charlie Townsend, Danny Trejo, Robert Carradine, Weston Coppola Cage, Brian Austin Green | [ 18 ]    |
| T H Á N G 1 | 12         | Destroy All Neighbors                   |                                 | RLJE Films / Shudder                                                                   | Josh Forbes (đạo diễn); Mike Benner, Jared Logan, Charles A. Pieper (biên kịch); Jonah Ray, Kiran Deol, Randee Heller, Pete Ploszek | [ 19 ]    |
| T H Á N G 1 | 12         | Hellhound                               |                                 | Saban Films / Mbrella Films                                                            | Joshua Dixon (đạo diễn); Niccolô de la Fère (biên kịch); Louis Mandylor, Ron Smoorenburg, Vithaya Pansringarm | [ 20 ]    |
| T H Á N G 1 | 17         | Wanted Man                              |                                 | Quiver Distribution / Millennium Media                                                 | Dolph Lundgren (đạo diễn/biên kịch); Michael Worth, Hank Hughes (biên kịch); Dolph Lundgren, Kelsey Grammer, Christina Villa, Michael Paré, Roger Cross | [ 21 ]    |
| T H Á N G 1 | 19         | I.S.S.                                  |                                 | Bleecker Street / LD Entertainment                                                     | Gabriela Cowperthwaite (đạo diễn); Nick Shafir (biên kịch); Ariana DeBose, Chris Messina, John Gallagher Jr., Masha Mashkova, Costa Ronin, Pilou Asbæk | [ 22 ]    |
| T H Á N G 1 | 19         | Sunrise                                 |                                 | Lionsgate / Grindstone Entertainment Group                                             | Andrew Baird (đạo diễn); Ronan Blaney (biên kịch); Alex Pettyfer, Guy Pearce, Crystal Yu, William Gao, Kurt Yaeger, Olwen Fouéré | [ 23 ]    |
| T H Á N G 1 | 19         | Which Brings Me to You                  |                                 | Decal / Anonymous Content                                                              | Peter Hutchings (đạo diễn); Keith Bunin (biên kịch); Lucy Hale, Nat Wolff, Britne Oldford, Genevieve Angelson, Alexander Hodge, John Gallagher Jr. | [ 24 ]    |
| T H Á N G 1 | 19         | Cult Killer                             |                                 | Saban Films                                                                            | Jon Keeyes (đạo diễn); Charles Burnley (biên kịch); Alice Eve, Antonio Banderas, Paul Reid, Shelley Hennig | [ 25 ]    |
| T H Á N G 1 | 19         | Founders Day                            |                                 | Dark Sky Films / Blue Finch Films / Mainframe Pictures                                 | Erik Bloomquist (đạo diễn/biên kịch); Carson Bloomquist (biên kịch); Devin Druid, Amy Hargreaves, Naomi Grace, Catherine Curtin, Emilia McCarthy, Olivia Nikkanen, William Russ | [ 26 ]    |
| T H Á N G 1 | 23         | Murder and Cocktails                    |                                 | 905 Productions / Vision Films                                                         | Henry Barrial (đạo diễn); Ron Jackson (biên kịch); Jason Bernardo, Jessicah Neufeld, Colleen O'Shaughnessey, Ricardo Molina, Lucy Boryer, Brian Lally, Nerissa Tedesco, Caroline Amiguet, Jeff Nimoy | [ 27 ]    |
| T H Á N G 1 | 24         | Beautiful Wedding                       |                                 | Voltage Pictures / Wattpad Studios                                                     | Roger Kumble (đạo diễn/biên kịch); Jamie McGuire (biên kịch); Dylan Sprouse, Virginia Gardner, Libe Barer, Austin North, Neil Bishop, Alex Aiono, Micky Dartford, Jack Hesketh, Declan Laird, Trevor Van Uden | [ 28 ]    |
| T H Á N G 1 | 26         | Nàng thơ của Miller                     | Miller's Girl                   | Lionsgate / Point Grey Pictures                                                        | Jade Halley Bartlett (đạo diễn/biên kịch); Martin Freeman, Jenna Ortega, Dagmara Domińczyk, Bashir Salahuddin, Christine Adams, Gideon Adlon | [ 29 ]    |
| T H Á N G 1 | 26         | The Underdoggs                          |                                 | Amazon MGM Studios / Metro-Goldwyn-Mayer                                               | Charles Stone (đạo diễn); Danny Segal, Isaac Schamis (biên kịch); Snoop Dogg, Tika Sumpter, Mike Epps, Andrew Schulz, George Lopez | [ 30 ]    |
| T H Á N G 1 | 26         | Sometimes I Think About Dying           |                                 | Oscilloscope Laboratories                                                              | Rachel Lambert (đạo diễn); Kevin Armento, Stefanie Abel Horowitz, Katy Wright-Mead (biên kịch); Daisy Ridley, Dave Merheje, Parvesh Cheena, Marcia DeBonis, Meg Stalter, Brittany O'Grady, Bree Elrod | [ 31 ]    |
| T H Á N G 1 | 26         | American Star                           |                                 | IFC Films                                                                              | Gonzalo López-Gallego (đạo diễn); Nacho Faerna (biên kịch); Ian McShane, Nora Arnezeder, Fanny Ardant, Thomas Kretschmann, Adam Nagaitis | [ 32 ]    |
| T H Á N G 1 | 26         | Cold Copy                               |                                 | Vertical Entertainment                                                                 | Roxine Helberg (đạo diễn/biên kịch); Bel Powley, Tracee Ellis Ross, Jacob Tremblay, Nesta Cooper, James Tupper, Ekaterina Baker | [ 33 ]    |
| T H Á N G 1 | 26         | Junction                                |                                 | VMI Releasing / Verdi Productions                                                      | Bryan Greenberg (đạo diễn/biên kịch); Bryan Greenberg, Ryan Eggold, Jamie Chung, Sophia Bush, Griffin Dunne, Josh Peck | [ 34 ]    |
| T H Á N G 1 | 26         | Hundreds of Beavers                     |                                 | SRH                                                                                    | Mike Cheslik (đạo diễn); Mike Cheslik, Ryland Brickson Cole, Tews (biên kịch); Ryland Brickson Cole, Tews, Olivia Graves, Wes Tank, Doug Mancheski, Luis Rico | [ 35 ]    |
| T H Á N G 1 | 30         | There Is a Monster                      |                                 | Gravitas Ventures                                                                      | Mike Taylor (đạo diễn/biên kịch); Joey Collins, Ena O'Rourke, Jesse Milliner, MerryRose Howley | [ 36 ]    |
| T H Á N G 2 | 2          | Argylle: Siêu điệp viên                 | Argylle                         | Universal Pictures / Apple Studios / Marv Studios                                      | Matthew Vaughn (đạo diễn); Jason Fuchs (biên kịch); Bryce Dallas Howard, Sam Rockwell, Bryan Cranston, Catherine O'Hara, Henry Cavill, Sofia Boutella, Dua Lipa, Ariana DeBose, John Cena, Samuel L. Jackson | [ 37 ]    |
| T H Á N G 2 | 2          | Orion và Bóng Tối                       | Orion and the Dark              | Netflix / DreamWorks Animation                                                         | Sean Charmatz (đạo diễn); Charlie Kaufman (biên kịch); Jacob Tremblay, Paul Walter Hauser, Angela Bassett, Colin Hanks, Natasia Demetriou, Nat Faxon, Ike Barinholtz, Carla Gugino, Werner Herzog | [ 38 ]    |
| T H Á N G 2 | 2          | The Tiger's Apprentice                  |                                 | Paramount+ / Paramount Animation / New Republic Pictures                               | Raman Hui, Paul Watling, Yong Duk Jhun (đồng đạo diễn); David Magee, Christopher Yost (biên kịch);Henry Golding, Brandon Soo Hoo, Lucy Liu, Sandra Oh, Michelle Yeoh | [ 39 ]    |
| T H Á N G 2 | 2          | Suncoast                                |                                 | Searchlight Pictures / Hulu                                                            | Laura Chinn (đạo diễn/biên kịch); Laura Linney, Nico Parker, Woody Harrelson | [ 40 ]    |
| T H Á N G 2 | 2          | Scrambled                               |                                 | Lionsgate / Roadside Attractions                                                       | Leah McKendrick (đạo diễn/biên kịch); Leah McKendrick, Ego Nwodim, Andrew Santino, Adam Rodriguez, Laura Cerón, Clancy Brown | [ 41 ]    |
| T H Á N G 2 | 2          | Bosco                                   |                                 | Peacock                                                                                | Nicholas Manuel Pino (đạo diễn/biên kịch); Aubrey Joseph, Nikki Blonsky, Tyrese Gibson, Theo Rossi, Thomas Jane, Vivica A. Fox | [ 42 ]    |
| T H Á N G 2 | 2          | Somewhere Quiet                         |                                 | Vertical Entertainment                                                                 | Olivia West Lloyd (đạo diễn/biên kịch); Jennifer Kim, Kentucker Audley, Marin Ireland, Micheál Neeson | [ 43 ]    |
| T H Á N G 2 | 2          | The Monk and the Gun                    |                                 | Roadside Attractions                                                                   | Pawo Choyning Dorji (đạo diễn/biên kịch); Harry Einhorn, Tandin Wangchuk, Deki Lhamo, Pema Zangmo Sherpa, Tandin Sonam, Choeying Jatsho, Tandin Phubz, Yuphel Lhendup, Kelsang Choejay | [ 44 ]    |
| T H Á N G 2 | 2          | A Nashville Wish                        |                                 | Vision Films / Brentwood Avenue Entertainment / D Street Films                         | Demetrius Navarro (đạo diễn); Ty DeMartino (biên kịch); Maxfield Camp, Kaileigh Bullard, Alexis Gomez, Kevin Sizemore, Kourtney Hansen, Ryan O'Quinn, Kate Orsini, Caleb Shore, Craig Shumaker, T. Graham Brown, Waylon Payne, Lee Greenwood | [ 45 ]    |
| T H Á N G 2 | 9          | Lisa Frankenstein                       |                                 | Focus Features                                                                         | Zelda Williams (đạo diễn); Diablo Cody (biên kịch); Kathryn Newton, Cole Sprouse, Liza Soberano, Henry Eikenberry, Joe Chrest, Carla Gugino | [ 46 ]    |
| T H Á N G 2 | 9          | Upgraded                                |                                 | Amazon MGM Studios                                                                     | Carlson Young (đạo diễn); Christine Lenig, Justin Matthews, Luke Roberts, Karl Hall (biên kịch); Camila Mendes, Archie Renaux, Thomas Kretschmann, Grégory Montel, Aimee Carrero, Andrew Schulz, Rachel Matthews, Lena Olin, Marisa Tomei | [ 47 ]    |
| T H Á N G 2 | 9          | Air Force One Down                      |                                 | Republic Pictures                                                                      | James Bamford (đạo diễn); Steven Paul (biên kịch); Katherine McNamara, Ian Bohen, Dascha Polanco, Anthony Michael Hall | [ 48 ]    |
| T H Á N G 2 | 9          | Lola                                    |                                 | Vertical Entertainment / Lola Film Production                                          | Nicola Peltz (đạo diễn/biên kịch), Bria Vinaite (đạo diễn); Nicola Peltz, Virginia Madsen, Richie Merritt, Trevor Long, Raven Goodwin, Luke David Blumm | [ 49 ]    |
| T H Á N G 2 | 9          | Marmalade                               |                                 | Signature Films / Tea Shop Productions                                                 | Keir O'Donnell (đạo diễn/biên kịch); Joe Keery, Camila Morrone, Aldis Hodge | [ 50 ]    |
| T H Á N G 2 | 13         | ElemenTory                              |                                 | Vision Films                                                                           | Terrence Arlyn (đạo diễn/biên kịch); Shaun Paul Costello, Juliette Valdez, Big Daddy Kane, Glenn Plummer, Charles W Harris III | [ 51 ]    |
| T H Á N G 2 | 14         | Bob Marley: Một tình yêu                | Bob Marley: One Love            | Paramount Pictures / Plan B Entertainment                                              | Reinaldo Marcus Green (đạo diễn/biên kịch); Zach Baylin, Frank E. Flowers, Terence Winter (biên kịch); Kingsley Ben-Adir, Lashana Lynch, James Norton | [ 14 ]    |
| T H Á N G 2 | 14         | Madame Web                              | Madame Web                      | Columbia Pictures / Marvel Entertainment / Di Bonaventura Pictures / TSG Entertainment | S. J. Clarkson (đạo diễn/biên kịch); Claire Parker (biên kịch); Dakota Johnson, Sydney Sweeney, Celeste O'Connor, Isabela Merced, Tahar Rahim, Mike Epps, Emma Roberts, Adam Scott | [ 52 ]    |
| T H Á N G 2 | 14         | Players                                 | Players                         | Netflix                                                                                | Trish Sie (đạo diễn); Whit Anderson (biên kịch); Gina Rodriguez, Damon Wayans Jr., Tom Ellis, Liza Koshy, Joel Courtney, Augustus Prew | [ 53 ]    |
| T H Á N G 2 | 14         | What About Love                         |                                 | XWS / Quality Films / Accident Films                                                   | Klaus Menzel (đạo diễn/biên kịch); Douglas Day Stewart (biên kịch); Sharon Stone, Andy García, Iain Glen, José Coronado, Maia Morgenstern | [ 54 ]    |
| T H Á N G 2 | 14         | Adam the First                          |                                 | Nova Vento Entertainment, Electric Entertainment                                       | Oakes Fegley, David Duchovny, T.R. Knight, Larry Pine, Billy Slaughter, Jason Dowies, Eric Hanson | [ 55 ]    |
| T H Á N G 2 | 14         | Stranger in the Woods                   |                                 | Red Hound Films / Wonk                                                                 | Adam Newacheck (đạo diễn); Holly Kenney (biên kịch); Holly Kenney, Brendin Brown, Paris Nicole, Radek Antczak, Teddy Spencer | [ 56 ]    |
| T H Á N G 2 | 16         | This Is Me... Now: A Love Story         |                                 | Amazon MGM Studios / Nuyorican Productions                                             | Dave Meyers (đạo diễn); Jennifer Lopez (biên kịch); Jennifer Lopez, Fat Joe, Kim Petras, Post Malone, Sofía Vergara, Jenifer Lewis, Jay Shetty, Neil deGrasse Tyson, Sadhguru, Derek Hough, Ben Affleck | [ 57 ]    |
| T H Á N G 2 | 16         | Land of Bad                             |                                 | The Avenue / Highland Film Group                                                       | William Eubank (đạo diễn/biên kịch); David Frigerio (biên kịch); Liam Hemsworth, Russell Crowe, Luke Hemsworth, Ricky Whittle, Milo Ventimiglia | [ 58 ]    |
| T H Á N G 2 | 16         | Bleeding Love                           |                                 | Vertical Entertainment / Killer Films                                                  | Emma Westenberg (đạo diễn); Ruby Caster (biên kịch); Clara McGregor, Ewan McGregor, Kim Zimmer, Devyn McDowell, Sasha Alexander, Jake Weary, Vera Bulder | [ 59 ]    |
| T H Á N G 2 | 16         | Lights Out                              |                                 | Quiver Distribution / Firebrand                                                        | Christian Sesma (đạo diễn); Chad Law, Garry Charles (biên kịch); Frank Grillo, Mekhi Phifer, Jaime King, Dermot Mulroney, Scott Adkins | [ 60 ]    |
| T H Á N G 2 | 16         | Vòng vây cá mập                         | No Way Up                       | RLJE Films / Altitude Film Entertainment                                               | Claudio Fäh (đạo diễn); Andy Mayson (biên kịch); Colm Meany, Phyllis Logan, Will Attenborough | [ 61 ]    |
| T H Á N G 2 | 16         | Altered Reality                         |                                 | K Street Pictures                                                                      | Don E. FauntLeRoy (đạo diễn); Charles Agron (biên kịch); Tobin Bell, Charles Agron, Alyona Khmara, Krista Dane Hoffman, Edward Asner, Lance Henriksen | [ 62 ]    |
| T H Á N G 2 | 22         | Lovely, Dark, and Deep                  |                                 | XYZ Films                                                                              | Teresa Sutherland (đạo diễn/biên kịch); Georgina Campbell, Nick Blood, Wai Ching Ho | [ 63 ]    |
| T H Á N G 2 | 23         | Drive-Away Dolls                        |                                 | Focus Features / Working Title Films                                                   | Ethan Coen (đạo diễn/biên kịch); Tricia Cooke (biên kịch); Margaret Qualley, Geraldine Viswanathan, Beanie Feldstein, Colman Domingo, Pedro Pascal, Bill Camp, Matt Damon | [ 64 ]    |
| T H Á N G 2 | 23         | Thiên sứ phi thường                     | Ordinary Angels                 | Lionsgate / Kingdom Story Company / Vertigo Entertainment                              | Jon Gunn (đạo diễn); Kelly Fremon Craig, Meg Tilly (biên kịch); Hilary Swank, Alan Ritchson, Nancy Travis, Tamala Jones | [ 65 ]    |
| T H Á N G 2 | 23         | Mea Culpa                               | Mea Culpa                       | Netflix / Tyler Perry Studios                                                          | Tyler Perry (đạo diễn/biên kịch); Kelly Rowland, Trevante Rhodes, RonReaco Lee, Shannon Thornton, Angela Robinson | [ 66 ]    |
| T H Á N G 2 | 23         | Drugstore June                          |                                 | Shout! Studios / All Things Comedy / Utopia                                            | Nicholaus Goossen (đạo diễn/biên kịch); Esther Povitsky (biên kịch); Esther Povitsky, Miranda Cosgrove, Bill Burr, Haley Joel Osment, Jackie Sandler, James Remar, Beverly D'Angelo | [ 67 ]    |
| T H Á N G 2 | 23         | Parallel                                |                                 | Vertical Entertainment                                                                 | Kourosh Ahari (đạo diễn); Edwin Hodge, Aldis Hodge, Jonathan Keasey (biên kịch); Danielle Deadwyler, Aldis Hodge, Edwin Hodge | [ 68 ]    |
| T H Á N G 2 | 23         | Red Right Hand                          |                                 | Redbox Entertainment / Magnolia Pictures                                               | Ian Nelms, Eshom Nelms (đồng đạo diễn); Jonathan Easley (biên kịch); Orlando Bloom, Andie MacDowell, Scott Haze, Garret Dillahunt, Mo McRae, Brian Geraghty | [ 69 ]    |
| T H Á N G 2 | 24         | Blue Christmas                          |                                 | Dreampost Media                                                                        | Max Allan Collins (đạo diễn/biên kịch); Rob Merritt, Alisabeth Von Presley, Chris Causey | [ 70 ]    |
| T H Á N G 2 | 27         | The Neon Highway                        |                                 | Sessions Production Payroll / Mountain Movies                                          | William Wages (đạo diễn/biên kịch); Phillip Rob Bellury (biên kịch); Rob Mayes, Beau Bridges, Sam Hennings, T.J. Power, Lee Brice, Pam Tillis | [ 71 ]    |
| T H Á N G 3 | 1          | Dune: Hành tinh cát – Phần hai          | Dune: Part Two                  | Warner Bros. Pictures / Legendary Pictures                                             | Denis Villeneuve (đạo diễn/biên kịch); Jon Spaihts, Eric Roth (biên kịch); Timothée Chalamet, Zendaya, Rebecca Ferguson, Josh Brolin, Austin Butler, Florence Pugh, Dave Bautista, Christopher Walken, Léa Seydoux, Souheila Yacoub, Stellan Skarsgård, Charlotte Rampling, Javier Bardem                                                                                  | [ 72 ]    |
| T H Á N G 3 | 1          | Spaceman                                | Spaceman                        | Netflix / Tango Entertainment                                                          | Johan Renck (đạo diễn); Colby Day (biên kịch); Adam Sandler, Carey Mulligan, Kunal Nayyar, Lena Olin, Isabella Rossellini, Paul Dano | [ 73 ]    |
| T H Á N G 3 | 1          | Problemista                             |                                 | A24 / Fruit Tree                                                                       | Julio Torres (đạo diễn/biên kịch); Julio Torres, Tilda Swinton, RZA, Greta Lee, Catalina Saavedra, James Scully, Isabella Rosselini | [ 74 ]    |
| T H Á N G 3 | 1          | Megamind vs. the Doom Syndicate         |                                 | Peacock / DreamWorks Animation Television                                              | Eric Fogel (đạo diễn); Alan Schoolcraft, Brent Simons (biên kịch); Keith Ferguson, Josh Brener, Maya Aoki Tuttle, Emily Tunon, Talon Warburton, Scott Adsit, Chris Sullivan, Tony Hale, Jeanine Mason, Adam Lambert | [ 75 ]    |
| T H Á N G 3 | 1          | Outlaw Posse                            |                                 | Quiver Distribution                                                                    | Mario Van Peebles (đạo diễn/biên kịch); Mario Van Peebles, William Mapother, John Carroll Lynch, D.C. Young Fly, Mandela Van Peebles, Amber Reign Smith, Jake Manley, Allen Payne, Neal McDonough, Cam Gigandet, M. Emmet Walsh, Edward James Olmos, Cedric the Entertainer, Whoopi Goldberg                                                                               | [ 76 ]    |
| T H Á N G 3 | 1          | Asleep in My Palm                       |                                 | Strike Back Studios                                                                    | Henry Nelson (đạo diễn/biên kịch); Tim Blake Nelson, Grant Harvey, Gus Birney, Chloë Kerwin | [ 77 ]    |
| T H Á N G 3 | 7          | Ricky Stanicky                          |                                 | Amazon MGM Studios                                                                     | Peter Farrelly (đạo diễn/biên kịch); Brian Jarvis, James L. Freeman, Jeffrey Bushell, Steve Oedekerk (biên kịch); Zac Efron, John Cena, Jermaine Fowler, Andrew Santino, Lex Scott Davis, William H. Macy | [ 78 ]    |
| T H Á N G 3 | 7          | The Thundermans Return                  |                                 | Paramount+ / Nickelodeon Movies / Awesomeness Films                                    | Trevor Kirschner (đạo diễn); Sean William Cunningham, Marc Dworkin, Jed Spingarn, Eric Donald (biên kịch); Kira Kosarin, Jack Griffo, Diego Velazquez, Diego Velazquez, Maya Le Clark, Chris Tallman, Rosa Blasi | [ 79 ]    |
| T H Á N G 3 | 8          | Kung Fu Panda 4                         | Kung Fu Panda 4                 | Universal Pictures / DreamWorks Animation                                              | Mike Mitchell (đạo diễn); Jonathan Aibel, Glenn Berger, Darren Lemke (biên kịch); Jack Black, Awkwafina, Bryan Cranston, James Hong, Ian McShane, Ke Huy Quan, Dustin Hoffman, Viola Davis | [ 80 ]    |
| T H Á N G 3 | 8          | Người "bạn" trong tưởng tượng           | Imaginary                       | Lionsgate / Blumhouse Productions                                                      | Jeff Wadlow (đạo diễn/biên kịch); Greg Erb, Jason Oremland (biên kịch); DeWanda Wise, Tom Payne, Taegen Burns, Pyper Braun, Veronica Falcón, Betty Buckley | [ 81 ]    |
| T H Á N G 3 | 8          | Thiếu nữ và ác long                     | Damsel                          | Netflix / Roth/Kirschenbaum Films                                                      | Juan Carlos Fresnadillo (đạo diễn); Dan Mazeau (biên kịch); Millie Bobby Brown, Ray Winstone, Nick Robinson, Shohreh Aghdashloo, Angela Bassett, Robin Wright | [ 82 ]    |
| T H Á N G 3 | 8          | Yêu cuồng loạn                          | Love Lies Bleeding              | A24 / Film4                                                                            | Rose Glass (đạo diễn/biên kịch); Weronika Tofilska (biên kịch); Kristen Stewart, Katy O'Brian, Ed Harris, Jena Malone, Anna Baryshnikov, Dave Franco | [ 83 ]    |
| T H Á N G 3 | 8          | Cabrini                                 |                                 | Angel Studios                                                                          | Alejandro Monteverde (đạo diễn); Rod Barr (biên kịch); Cristiana Dell'Anna, David Morse, Romana Maggiora Vergano, Federico Ielapi, Virginia Bocelli, Rolando Villazón, Giancarlo Giannini, John Lithgow | [ 84 ]    |
| T H Á N G 3 | 8          | Accidental Texan                        |                                 | Roadside Attractions                                                                   | Mark Bristol (đạo diễn); Julie B. Denny (biên kịch); Thomas Haden Church, Rudy Pankow, Carrie-Anne Moss, Bruce Dern | [ 85 ]    |
| T H Á N G 3 | 8          | American Dreamer                        |                                 | Vertical Entertainment                                                                 | Paul Dektor (đạo diễn); Theodore Melfi (biên kịch); Peter Dinklage, Shirley MacLaine, Matt Dillon, Danny Glover, Kimberly Quinn, Danny Pudi, Michelle Mylett | [ 86 ]    |
| T H Á N G 3 | 8          | Night Shift                             |                                 | Quiver Distribution                                                                    | Paul China, Benjamin China (đồng đạo diễn/biên kịch); Phoebe Tonkin, Lamorne Morris, Madison Hu | [ 87 ]    |
| T H Á N G 3 | 8          | Glitter & Doom                          |                                 | Music Box Films                                                                        | Tom Gustafson (đạo diễn); Cory Krueckeberg (biên kịch); Alex Diaz, Alan Cammish, Ming-Na Wen, Missi Pyle | [ 88 ]    |
| T H Á N G 3 | 11         | The Primevals                           |                                 | Full Moon Entertainment / Castel Film Romania                                          | David W. Allen (đạo diễn/biên kịch); Randall William Cook (biên kịch); Richard Joseph Paul, Juliet Mills, Leon Russom, Walker Brandt, Robert Cornthwaite | [ 89 ]    |
| T H Á N G 3 | 13         | Little Wing                             |                                 | Paramount+ / Awesomeness Films                                                         | Dean Israelite (đạo diễn); John Gatins (biên kịch); Brian Cox, Kelly Reilly, Brooklynn Prince, Che Tafari, Lowell Deo, Trinity Jo-Li Bliss | [ 90 ]    |
| T H Á N G 3 | 15         | Arthur: Chú Chó Kiên Cường              | Arthur the King                 | Lionsgate / Entertainment One                                                          | Simon Cellan Jones (đạo diễn); Michael Brandt (biên kịch); Mark Wahlberg, Simu Liu, Juliet Rylance, Nathalie Emmanuel, Ali Suliman, Bear Grylls, Paul Guilfoyle | [ 91 ]    |
| T H Á N G 3 | 15         | The American Society of Magical Negroes |                                 | Focus Features                                                                         | Kobi Libbi (đạo diễn/biên kịch); Justice Smith, David Alan Grier, An-Li Bogan, Drew Tarver, Michaela Watkins, Rupert Friend, Nicole Byer | [ 92 ]    |
| T H Á N G 3 | 15         | Shirley                                 | Shirley                         | Netflix / Participant / Royal Ties Productions                                         | John Ridley (đạo diễn/biên kịch); Regina King, Lance Reddick, Lucas Hedges, Brian Stokes Mitchell, Christina Jackson, Michael Cherrie, Dorian Missick, Amirah Vann, André Holland, Terrence Howard | [ 93 ]    |
| T H Á N G 3 | 15         | Điều ước Ireland                        | Irish Wish                      | Netflix / Motion Picture Corporation of America                                        | Janeen Damian (đạo diễn); Kirsten Hansen (biên kịch); Lindsay Lohan, Ed Speleers, Alexander Vlahos, Ayesha Curry, Elizabeth Tan, Jane Seymour | [ 94 ]    |
| T H Á N G 3 | 15         | One Life                                |                                 | Bleecker Street / BBC Film / FilmNation Entertainment                                  | James Hawes (đạo diễn); Lucinda Coxon, Nick Drake (biên kịch); Anthony Hopkins, Helena Bonham Carter, Johnny Flynn, Lena Olin, Romola Garai, Alex Sharp, Jonathan Pryce | [ 95 ]    |
| T H Á N G 3 | 15         | Knox Goes Away                          |                                 | Saban Films / FilmNation Entertainment / Brookstreet Pictures                          | Michael Keaton (đạo diễn); Gregory Poirier (biên kịch); Michael Keaton, Al Pacino, Marcia Gay Harden, James Marsden, Suzy Nakamura, John Hoogenakker, Joanna Kulig, Ray McKinnon, Lela Loren | [ 96 ]    |
| T H Á N G 3 | 15         | Snack Shack                             |                                 | Republic Pictures / MRC / T-Street                                                     | Adam Carter Rehmeier (đạo diễn/biên kịch); Conor Sherry, Gabriel LaBelle, Mika Abdalla, David Costabile, Nick Robinson | [ 97 ]    |
| T H Á N G 3 | 15         | Prey                                    |                                 | Vertical / Voltage Pictures                                                            | Mukunda Michael Dewil (đạo diễn/biên kịch); Ryan Phillippe, Mena Suvari, Emile Hirsch, Dylan Flashner, Tristan Thompson, Jeremy Tardy | [ 98 ]    |
| T H Á N G 3 | 19         | Bardejov                                |                                 | Gravitas Ventures                                                                      | Danny A. Abeckaser (đạo diễn); Shmuel Lynn (biên kịch); Danny A. Abeckaser, Julian Brass, Robert Davi, Kyle Stefanski, Dean Miroshnikov, Darren Weiss, Omer Hazan | [ 99 ]    |
| T H Á N G 3 | 21         | Road House                              |                                 | Amazon Prime Video / Metro-Goldwyn-Mayer / Silver Pictures                             | Doug Liman (đạo diễn); Anthony Bagarozzi, Chuck Mondry (biên kịch); Jake Gyllenhaal, Daniela Melchior, Billy Magnussen, Jessica Williams, Darren Barnet, Arturo Castro, J.D. Pardo, Conor McGregor | [ 78 ]    |
| T H Á N G 3 | 21         | Earlybird                               |                                 | Good Deed Entertainment                                                                | Martin Kaszubowski (đạo diễn/biên kịch); Joshua Koopman, Chloe Skoczen, Mark Fearon, Meredith Johnston, Julie Pope | [ 100 ]   |
| T H Á N G 3 | 22         | Biệt đội săn ma: Kỷ nguyên băng giá     | Ghostbusters: Frozen Empire     | Columbia Pictures / Ghost Corps / Bron Creative                                        | Gil Kenan (đạo diễn/biên kịch); Jason Reitman (biên kịch); Paul Rudd, Carrie Coon, Finn Wolfhard, Mckenna Grace, Kumail Nanjiani, Patton Oswalt, Celeste O'Connor, Logan Kim, Emily Alyn Lind, James Acaster, Bill Murray, Dan Aykroyd, Ernie Hudson, Annie Potts, William Atherton                                                                                        | [ 101 ]   |
| T H Á N G 3 | 22         | Tu viện máu                             | Immaculate                      | Neon / Black Bear Pictures                                                             | Michael Mohan (đạo diễn); Andrew Lobel (biên kịch); Sydney Sweeney, Álvaro Morte, Benedetta Porcaroli, Dora Romano, Giorgio Colangeli, Simona Tabasco | [ 102 ]   |
| T H Á N G 3 | 22         | Trò chuyện đêm khuya với quỷ dữ         | Late Night with the Devil       | IFC Films / Shudder / AGC Studios                                                      | Cameron and Colin Cairnes (đồng đạo diễn/biên kịch); David Dastmalchian, Laura Gordon, Ian Bliss, Fayssal Bazzi, Ingrid Torelli, Rhys Auteri, Georgina Haig, Josh Quong Tart | [ 103 ]   |
| T H Á N G 3 | 22         | Sleeping Dogs                           |                                 | The Avenue / Nickel City Productions / Highland Film Group                             | Adam Cooper (đạo diễn/biên kịch); Bill Collage (biên kịch); Russell Crowe, Karen Gillan, Marton Csokas, Thomas M. Wright, Harry Greenwood, Tommy Flanagan | [ 104 ]   |
| T H Á N G 3 | 22         | Nhà Casagrande – Phim điện ảnh          | The Casagrandes Movie           | Netflix / Nickelodeon Animation Studio                                                 | Miguel Puga (đạo diễn); Tony Gama-Lobo, Rebecca May, Lalo Alcaraz, Rosemary Contreras (biên kịch); Izabella Alvarez, Carlos PenaVega, Sumalee Montano, Sonia Manzano, Ruben Garfias, Carlos Alazraqui, Roxana Ortega, Alexa PenaVega, Jared Kozak, Alex Cazares, Cristina Milizia, Paulina Chávez, Angélica Aragón, Kate del Castillo, Cristo Fernández, Dee Bradley Baker | [ 105 ]   |
| T H Á N G 3 | 22         | Peter Five Eight                        |                                 | Invincible Entertainment                                                               | Michael Zaiko Hall (đạo diễn/biên kịch); Kevin Spacey, Jet Jandreau, Rebecca De Mornay, Jake Weber | [ 106 ]   |
| T H Á N G 3 | 22         | Riddle of Fire                          |                                 | Vinegar Syndrome / Yellow Veil Pictures                                                | Weston Razooli (đạo diễn/biên kịch); Lio Tipton, Charles Halford, Danielle Hoetmer, Lorelei Olivia Mote, Austin Archer, Charlie Stover | [ 107 ]   |
| T H Á N G 3 | 22         | Free Time                               |                                 | Cartilage Films                                                                        | Ryan Martin Brown (đạo diễn/biên kịch); Colin Burgess, Rajat Suresh, Holmes, James Webb, Eric Yates, Jessie Pinnick, Rebecca Bulnes | [ 108 ]   |
| T H Á N G 3 | 26         | Easter Bloody Easter                    |                                 | WallyBird Productions                                                                  | Diane Foster (đạo diễn); Allison Lobel (biên kịch); Miles Cooper, Diane Foster, Kelly Grant, Allison Lobel, Zuri Starks, D'Andre Noiré | [ 109 ]   |
| T H Á N G 3 | 29         | Godzilla x Kong: Đế chế mới             | Godzilla x Kong: The New Empire | Warner Bros. Pictures / Legendary Pictures                                             | Adam Wingard (đạo diễn); Terry Rossio, Simon Barrett, Jeremy Slater (biên kịch); Rebecca Hall, Brian Tyree Henry, Dan Stevens, Kaylee Hottle, Alex Ferns, Fala Chen | [ 110 ]   |
| T H Á N G 3 | 29         | Asphalt City                            |                                 | Roadside Attractions / Vertical Entertainment / FilmNation Entertainment               | Jean-Stéphane Sauvaire (đạo diễn); Ryan King, Ben Mac Brown (biên kịch); Tye Sheridan, Sean Penn, Katherine Waterston, Michael Pitt, Mike Tyson, Raquel Nave, Kali Reis | [ 111 ]   |
| T H Á N G 3 | 29         | The Listener                            |                                 | Vertical Entertainment                                                                 | Steve Buscemi (đạo diễn); Alessandro Camon (biên kịch); Tessa Thompson | [ 112 ]   |
| T H Á N G 3 | 29         | Lousy Carter                            |                                 | Magnolia Pictures                                                                      | Bob Byington (đạo diễn/biên kịch); David Krumholtz, Martin Starr, Olivia Thirlby, Jocelyn DeBoer, Trieste Kelly Dunn, Stephen Root, Macon Blair | [ 113 ]   |

### Tháng 4 – Tháng 6
| Khởi chiếu  | Khởi chiếu | Tiêu đề                                                  | Tiêu đề gốc                          | Hãng sản xuất                                                                               | Đoàn làm phim | Tham khảo |
| ----------- | ---------- | -------------------------------------------------------- | ------------------------------------ | ------------------------------------------------------------------------------------------- | --- | --------- |
| T H Á N G 4 | 4          | Música                                                   |                                      | Amazon MGM Studios / Wonderland Sound and Vision                                            | Rudy Mancuso (đạo diễn/biên kịch); Dan Lagana (biên kịch); Rudy Mancuso, Camila Mendes, J.B. Smoove, Francesca Reale, Maria Mancuso | [ 78 ]    |
| T H Á N G 4 | 5          | Điềm báo của quỷ                                         | The First Omen                       | 20th Century Studios / TSG Entertainment                                                    | Arkasha Stevenson (đạo diễn/biên kịch); Tim Smith, Keith Thomas (biên kịch); Nell Tiger Free, Tawfeek Barhom, Sônia Braga, Ralph Ineson, Bill Nighy, Charles Dance | [ 114 ]   |
| T H Á N G 4 | 5          | Monkey Man báo thù                                       | Monkey Man                           | Universal Pictures / Bron Studios / Thunder Road Films / Monkeypaw Productions              | Dev Patel (đạo diễn/biên kịch); Paul Angunawela, John Collee (biên kịch); Dev Patel, Sharlto Copley, Pitobash Tripathy, Vipin Sharma, Sikandar Kher, Adithi Kalkunte, Sobhita Dhulipala, Ashwini Kalsekar, Makarand Deshpande, Jatin Malik, Zakir Hussain                                      | [ 115 ]   |
| T H Á N G 4 | 5          | The Greatest Hits                                        |                                      | Searchlight Pictures / Hulu                                                                 | Ned Benson (đạo diễn/biên kịch); Lucy Boynton, Justin H. Min, David Corenswet, Austin Crute | [ 116 ]   |
| T H Á N G 4 | 5          | Parachute                                                |                                      | Vertical Entertainment                                                                      | Brittany Snow (đạo diễn/biên kịch); Becca Gleason (biên kịch); Courtney Eaton, Thomas Mann, Scott Mescudi, Francesca Reale, Gina Rodriguez, Joel McHale, Kathryn Gallagher, Dave Bautista, Chrissie Fit, Lukas Gage, Kelley Jakle, Jennifer Westfeldt, Bunny Gibson                            | [ 117 ]   |
| T H Á N G 4 | 5          | Strictly Confidential                                    |                                      | Lionsgate                                                                                   | Damian Hurley (đạo diễn/biên kịch); Elizabeth Hurley, Georgia Lock, Lauren McQueen, Freddie Thorp, Genevieve Gaunt, Pear Chiravara, Max Parker, Llyrio Boateng | [ 118 ]   |
| T H Á N G 4 | 5          | A Bit of Light                                           |                                      | Quiver Distribution / ICM Partners                                                          | Stephen Moyer (đạo diễn); Rebecca Callard (biên kịch); Anna Paquin, Ray Winstone, Pippa Bennett-Warner, Youssef Kerkour | [ 119 ]   |
| T H Á N G 4 | 5          | The People's Joker                                       |                                      | Altered Innocence / Haunted Gay Ride Productions                                            | Vera Drew (đạo diễn/biên kịch); Bri LeRose (biên kịch); Vera Drew, Lynn Downey, Griffin Kramer, Kane Distler, Nathan Faustyn, Phil Braun, David Liebe Hart, Scott Aukerman, Tim Heidecker, Maria Bamford, Bob Odenkirk                                                                         | [ 120 ]   |
| T H Á N G 4 | 5          | Housekeeping for Beginners                               |                                      | Focus Features / Tango Entertainment                                                        | Goran Stolevski (đạo diễn/biên kịch); Anamaria Marinca, Alina Șerban, Samson Selim, Vladimir Tintor | [ 121 ]   |
| T H Á N G 4 | 5          | Model House                                              |                                      | Shout! Studios / Rebellium Films                                                            | Derek Pike (đạo diễn/biên kịch); Scout Taylor-Compton, Ryan Merriman, Chris Zylka, Lexi Atkins, Randy Wayne | [ 122 ]   |
| T H Á N G 4 | 12         | Ngày tàn của đế quốc                                     | Civil War                            | A24 / DNA Films / IPR.VC                                                                    | Alex Garland (đạo diễn/biên kịch); Kirsten Dunst, Wagner Moura, Cailee Spaeny, Stephen McKinley Henderson, Sonoya Mizuno, Nick Offerman, Jesse Plemons | [ 123 ]   |
| T H Á N G 4 | 12         | Rebel Moon – Phần hai: Kẻ khắc vết sẹo                   | Rebel Moon – Part Two: The Scargiver | Netflix / The Stone Quarry                                                                  | Zack Snyder (đạo diễn); Kurt Johnstad, Shay Hatten (biên kịch); Sofia Boutella, Charlie Hunnam, Michiel Huisman, Djimon Hounsou, Ray Fisher, Cleopatra Coleman, Jena Malone, Ed Skrein, Fra Fee, Anthony Hopkins                                                                               | [ 124 ]   |
| T H Á N G 4 | 12         | Damaged                                                  |                                      | Lionsgate / Signature Entertainment                                                         | Terry McDonough (đạo diễn); Koji Steven Sakai, Gianni Capaldi, Paul Aniello (biên kịch); Samuel L. Jackson, Vincent Cassel, Gianni Capaldi, Kate Dickie, John Hannah, Mark Holden | [ 125 ]   |
| T H Á N G 4 | 12         | The Absence of Eden                                      |                                      | Roadside Attractions / Vertical Entertainment / Ingenious Media                             | Marco Perego (đạo diễn/biên kịch); Rick Rapoza (biên kịch); Zoe Saldaña, Garrett Hedlund, Adria Arjona, Tom Waits | [ 126 ]   |
| T H Á N G 4 | 12         | Sasquatch Sunset                                         |                                      | Bleecker Street                                                                             | Nathan Zellner, David Zellner (đồng đạo diễn); David Zellner (biên kịch); Riley Keough, Jesse Eisenberg | [ 127 ]   |
| T H Á N G 4 | 12         | Sweet Dreams                                             |                                      | Paramount Pictures / The Barnum Picture Company                                             | Lije Sarki (đạo diễn/biên kịch); Johnny Knoxville, Mo Amer, Theo Von, Kate Upton, Bobby Lee | [ 128 ]   |
| T H Á N G 4 | 12         | Chim gõ kiến Woody đi trại                               | Woody Woodpecker Goes to Camp        | Netflix / Universal 1440 Entertainment                                                      | Jon Rosenbaum (đạo diễn); Cory Edwards, Jim Martin, Stephen Mazur (biên kịch); Eric Bauza, Kevin Michael Richardson, Tom Kenny, Mary-Louise Parker, Josh Lawson | [ 105 ]   |
| T H Á N G 4 | 12         | LaRoy, Texas                                             |                                      | Brainstorm Media / Adastra Films                                                            | Shane Atkinson (đạo diễn/biên kịch); John Magaro, Steve Zahn, Megan Stevenson, Matthew Del Negro, Dylan Baker | [ 129 ]   |
| T H Á N G 4 | 12         | The Long Game                                            |                                      | Mucho Mas Releasing / Fifth Season                                                          | Julio Quintana (đạo diễn/biên kịch); Paco Farias, Jennifer C. Stetson (biên kịch) Jay Hernandez, Julian Works, Jaina Lee Ortiz, Brett Cullen, Oscar Nuñez, Paulina Chávez, Gregory Diaz IV, José Julián, Cheech Marin, Dennis Quaid                                                            | [ 130 ]   |
| T H Á N G 4 | 12         | Arcadian                                                 |                                      | RLJE Films / Saturn Films                                                                   | Ben Brewer (đạo diễn); Michael Nilon (biên kịch); Nicolas Cage, Jaeden Martell, Maxwell Jenkins, Sadie Soverall | [ 131 ]   |
| T H Á N G 4 | 12         | Don't Tell Mom the Babysitter's Dead                     |                                      | Iconic Events Releasing / BET+                                                              | Wade Allain-Marcus (đạo diễn); Chuck Hayward (biên kịch); Simone Joy Jones, Nicole Richie, June Squibb, Jermaine Fowler, Ms. Pat, Gus Kenworthy | [ 132 ]   |
| T H Á N G 4 | 12         | Nọc độc                                                  | Sting                                | See Pictures                                                                                | Kiah Roache-Turner (đạo diễn/biên kịch); Ryan Corr, Alyla Browne, Penelope Mitchell, Robyn Nevin, Noni Hazelhurst, Silvia Colloca, Danny Kim, Jermaine Fowler | [ 133 ]   |
| T H Á N G 4 | 19         | Abigail                                                  | Abigail                              | Universal Pictures / Radio Silence Productions                                              | Matt Bettinelli-Olpin, Tyler Gillett (đồng đạo diễn); Stephen Sheilds, Guy Busick (biên kịch); Melissa Barrera, Dan Stevens, Alisha Weir, Kathryn Newton, Will Catlett, Kevin Durand, Angus Cloud, Giancarlo Esposito                                                                          | [ 134 ]   |
| T H Á N G 4 | 19         | The Ministry of Ungentlemanly Warfare                    |                                      | Lionsgate / Black Bear Pictures / Jerry Bruckheimer Films                                   | Guy Ritchie (đạo diễn/biên kịch); Arash Amel, Eric Johnson, Paul Tamasy (biên kịch); Henry Cavill, Eiza González, Alan Ritchson, Alex Pettyfer, Hero Fiennes Tiffin, Babs Olusanmokun, Henrique Zaga, Til Schweiger, Henry Golding, Cary Elwes                                                 | [ 135 ]   |
| T H Á N G 4 | 19         | We Grown Now                                             |                                      | Sony Pictures Classics / Stage 6 Films / Participant                                        | Minhal Baig (đạo diễn/biên kịch); Blake Cameron James, Gian Knight Ramirez, S. Epatha Merkerson, Avery Holliday, Ora Jones, Lil Rel Howery, Jurnee Smollett | [ 136 ]   |
| T H Á N G 4 | 19         | Blood for Dust                                           |                                      | The Avenue                                                                                  | Rod Blackhurst (đạo diễn); David Ebeltoft (biên kịch); Scoot McNairy, Kit Harington, Josh Lucas, Stephen Dorff | [ 137 ]   |
| T H Á N G 4 | 19         | Stress Positions                                         |                                      | Neon                                                                                        | Theda Hammel (đạo diễn/biên kịch); John Early, Theda Hammel, Qaher Harhash, Amy Zimmer, Faheem Ali, Rebecca F. Wright, Davidson Obennebo, John Roberts | [ 138 ]   |
| T H Á N G 4 | 19         | Hard Miles                                               |                                      | Blue Fox Entertainment                                                                      | R.J. Daniel Hanna (đạo diễn/biên kịch); Christian Sander (biên kịch); Matthew Modine, Cynthia McWilliams, Jahking Guillory, Leslie David Baker, Sean Astin | [ 139 ]   |
| T H Á N G 4 | 19         | Hanky Panky                                              |                                      | A Group of Ferrets / Happy Canyon Club                                                      | Nick Roth, Lindsey Haun (đạo diễn); Nick Roth (biên kịch); Seth Green, Jacob DeMonte-Finn, Clare Grant, Toby Brian, Lindsey Haun, Christina Laskay | [ 140 ]   |
| T H Á N G 4 | 23         | Downtown Owl                                             |                                      | Stage 6 Films                                                                               | Hamish Linklater, Lily Rabe (đồng đạo diễn); Hamish Linklater (biên kịch); Lily Rabe, Ed Harris, Vanessa Hudgens, August Blanco Rosenstein, Jack Dylan Grazer, Arianna Jaffier, Finn Wittrock, Henry Golding                                                                                   | [ 141 ]   |
| T H Á N G 4 | 26         | Những kẻ thách đấu                                       | Challengers                          | Metro-Goldwyn-Mayer / Pascal Pictures                                                       | Luca Guadagnino (đạo diễn); Justin Kuritzkes (biên kịch); Zendaya, Josh O'Connor, Mike Faist | [ 142 ]   |
| T H Á N G 4 | 26         | Boy Kills World                                          |                                      | Lionsgate / Roadside Attractions / Vertigo Entertainment                                    | Mortiz Mohr (đạo diễn); Tyler Burton Smith, Arend Remmers (biên kịch); Bill Skarsgård, Jessica Rothe, Michelle Dockery, Brett Gelman, Isaiah Mustafa, Yayan Ruhian, Andrew Koji, Sharlto Copley, H. Jon Benjamin, Famke Janssen                                                                | [ 143 ]   |
| T H Á N G 4 | 26         | Unsung Hero                                              |                                      | Lionsgate / Kingdom Story Company                                                           | Richard Ramsey, Joel Smallbone (đồng đạo diễn/biên kịch); Joel Smallbone, Daisy Betts, Kirrilee Berger, Jonathan Jackson, Candace Cameron Bure, Lucas Black | [ 144 ]   |
| T H Á N G 4 | 26         | Breathe                                                  |                                      | Variance Films / Thunder Road Films                                                         | Stefon Bristol (đạo diễn); Doug Simon (biên kịch); Jennifer Hudson, Milla Jovovich, Quvenzhané Wallis, Common, Sam Worthington | [ 145 ]   |
| T H Á N G 4 | 26         | Humane                                                   |                                      | IFC Films / Elevation Pictures / XYZ Films                                                  | Caitlin Cronenberg (đạo diễn); Michael Sparaga (biên kịch); Jay Baruchel, Emily Hampshire, Peter Gallagher | [ 146 ]   |
| T H Á N G 4 | 26         | The Feeling That the Time for Doing Something Has Passed |                                      | Magnolia Pictures                                                                           | Joanna Arnow (đạo diễn/biên kịch); Scott Cohen, Babak Tafti, Joanna Arnow, Michael Cyril Creighton, Alysia Reiner, Keith Poulson, Peter Vack | [ 147 ]   |
| T H Á N G 4 | 26         | Cash Out                                                 |                                      | Saban Films                                                                                 | Ives (đạo diễn); Dipo Oseni, Doug Richardson (biên kịch); John Travolta, Kristin Davis, Lukas Haas, Quavo, Sean Astin | [ 148 ]   |
| T H Á N G 4 | 26         | Bloodline Killer                                         |                                      | Vertical Entertainment                                                                      | Ante Novakovic (đạo diễn); Anthony and James Gaudioso (biên kịch); Shawnee Smith, Taryn Manning, Drew Moerlein, James Gaudioso, Montanna Gillis, Kresh Novakovic, Adam Shippey, Anthony Gaudioso, Bruce Dern, Tyrese Gibson                                                                    | [ 149 ]   |
| T H Á N G 5 | 2          | The Idea of You                                          |                                      | Amazon MGM Studios                                                                          | Michael Showalter (đạo diễn/biên kịch); Jennifer Westfeldt (biên kịch); Anne Hathaway, Nicholas Galitzine | [ 78 ]    |
| T H Á N G 5 | 2          | Turtles All the Way Down                                 |                                      | Max / Warner Bros. Pictures / New Line Cinema                                               | Hannah Marks (đạo diễn); Elizabeth Berger, Isaac Aptaker (biên kịch); Isabela Merced, Cree Cicchino, Felix Mallard, Judy Reyes, Maliq Johnson, J. Smith-Cameron, Poorna Jagannathan, Hannah Marks                                                                                              | [ 150 ]   |
| T H Á N G 5 | 3          | Kẻ thế thân                                              | The Fall Guy                         | Universal Pictures / 87North Productions                                                    | David Leitch (đạo diễn); Drew Pearce (biên kịch); Ryan Gosling, Emily Blunt, Aaron Taylor-Johnson, Hannah Waddingham, Teresa Palmer, Stephanie Hsu, Winston Duke | [ 151 ]   |
| T H Á N G 5 | 3          | Tarot                                                    | Tarot                                | Screen Gems / Alloy Entertainment / TSG Entertainment                                       | Spenser Cohen, Anna Halberg (đồng đạo diễn/biên kịch); Harriet Slater, Adain Bradley, Avantika, Wolfgang Novogratz, Humberly González, Larsen Thompson, Jacob Batalon | [ 152 ]   |
| T H Á N G 5 | 3          | Unfrosted: Câu chuyện Pop-Tart                           | Unfrosted                            | Netflix / Columbus 81 Productions                                                           | Jerry Seinfeld (đạo diễn/biên kịch); Spike Feresten, Barry Marder, Andy Robin (biên kịch); Jerry Seinfeld, Melissa McCarthy, Jim Gaffigan, Max Greenfield, Hugh Grant, Amy Schumer | [ 105 ]   |
| T H Á N G 5 | 3          | I Saw the TV Glow                                        |                                      | A24 / Fruit Tree / Access Entertainment                                                     | Jane Schoenbrun (đạo diễn/biên kịch); Justice Smith, Brigette Lundy-Paine, Helena Howard, Lindsey Jordan, Conner O'Malley, Emma Portner, Ian Foreman, Fred Durst, Danielle Deadwyler | [ 153 ]   |
| T H Á N G 5 | 3          | Wildcat                                                  |                                      | Oscilloscope Laboratories                                                                   | Ethan Hawke (đạo diễn/biên kịch); Maya Hawke, Rafael Casal, Philip Ettinger, Cooper Hoffman, Steve Zahn, Laura Linney | [ 154 ]   |
| T H Á N G 5 | 3          | Prom Dates                                               |                                      | Hulu / LD Entertainment / Hartbeat Productions                                              | Kim O. Nguyen (đạo diễn); D.J. Mausner (biên kịch); Kenny Ridwan, Julia Lester, Antonia Gentry, JT Neal, Jordan Buhat, Zión Moreno, Terry Hu, John Michael Higgins, Chelsea Handler | [ 155 ]   |
| T H Á N G 5 | 3          | Chief of Station                                         |                                      | Vertical Entertainment                                                                      | Jesse V. Johnson (đạo diễn); George Mahaffey (biên kịch); Aaron Eckhart, Olga Kurylenko, Alex Pettyfer, Daniel Bernhardt, Chris Petrovski, Nick Moran, James Faulkner, Laetitia Eido, Nina Bergman                                                                                             | [ 156 ]   |
| T H Á N G 5 | 3          | New Life                                                 |                                      | Brainstorm Media / XYZ Films                                                                | John Rosman (đạo diễn/biên kịch); Sonya Walger, Hayley Erin, Tony Amendola | [ 157 ]   |
| T H Á N G 5 | 3          | Lost Soulz                                               |                                      | Kino Lorber                                                                                 | Katherine Propper (đạo diễn/biên kịch); Sauve Sidle, Alexander Brackney, Krystall Poppin, Aaron Melloul, Malachi Mabson, Tauran Ambroise, Siyanda Stillwell | [ 158 ]   |
| T H Á N G 5 | 9          | Mẹ của nàng dâu                                          | Mother of the Bride                  | Netflix / Living Films                                                                      | Mark Waters (đạo diễn); Robin Bernheim (biên kịch); Brooke Shields, Miranda Cosgrove, Benjamin Bratt, Chad Michael Murray, Rachael Harris | [ 159 ]   |
| T H Á N G 5 | 10         | Hành tinh khỉ: Vương quốc mới                            | Kingdom of the Planet of the Apes    | 20th Century Studios / TSG Entertainment                                                    | Wes Ball (đạo diễn); Josh Friedman (biên kịch); Owen Teague, Freya Allan, Kevin Durand, Peter Macon, William H. Macy | [ 160 ]   |
| T H Á N G 5 | 10         | Poolman                                                  |                                      | Vertical Entertainment / AGC Studios                                                        | Chris Pine (đạo diễn/biên kịch); Ian Gotler (biên kịch); Chris Pine, Annette Bening, DeWanda Wise, Stephen Tobolowsky, Clancy Brown, John Ortiz, Ray Wise, Jennifer Jason Leigh, Danny DeVito                                                                                                  | [ 161 ]   |
| T H Á N G 5 | 10         | Not Another Church Movie                                 |                                      | Briarcliff Entertainment                                                                    | James Michael Cummings (đạo diễn); Johnny Mack (đạo diễn/biên kịch); Kevin Daniels, Mickey Rourke, Vivica A. Fox, Kyla Pratt, Lamorne Morris, Tisha Campbell, Jasmine Guy, Jamie Foxx | [ 162 ]   |
| T H Á N G 5 | 10         | The Last Stop in Yuma County                             |                                      | Well Go USA Entertainment                                                                   | Francis Galluppi (đạo diễn/biên kịch); Jim Cummings, Jocelin Donahue, Richard Brake, Faizon Love, Michael Abbott Jr. | [ 163 ]   |
| T H Á N G 5 | 10         | The Image of You                                         |                                      | Republic Pictures                                                                           | Jeff Fisher (đạo diễn); Chris Sivertson (biên kịch); Sasha Pieterse, Parker Young, Néstor Carbonell, Mira Sorvino | [ 164 ]   |
| T H Á N G 5 | 10         | Gasoline Rainbow                                         |                                      | Mubi / XTR                                                                                  | Bill Ross IV and Turner Ross (đạo diễn/biên kịch); Tony Abuerto, Micah Bunch, Nichole Dukes, Nathaly Garcia, Makai Garza | [ 165 ]   |
| T H Á N G 5 | 10         | Aggro Dr1ft                                              |                                      | EDGLRD                                                                                      | Harmony Korine (đạo diễn/biên kịch); Jordi Mollà, Travis Scott | [ 166 ]   |
| T H Á N G 5 | 17         | Những người bạn tưởng tượng                              | IF                                   | Paramount Pictures / Sunday Night Productions / Maximum Effort                              | John Krasinski (đạo diễn/biên kịch); Cailey Fleming, Ryan Reynolds, John Krasinski, Fiona Shaw, Phoebe Waller-Bridge, Louis Gossett Jr., Alan Kim, Liza Colón-Zayas, Steve Carell | [ 167 ]   |
| T H Á N G 5 | 17         | The Strangers: Chapter 1                                 |                                      | Lionsgate                                                                                   | Renny Harlin (đạo diễn); Alan R. Cohen, Alan Freedland, Amber Loutfi (biên kịch); Madelaine Petsch, Froy Gutierrez, Gabriel Basso, Ema Horvath | [ 168 ]   |
| T H Á N G 5 | 17         | Back to Black                                            |                                      | Focus Features / StudioCanal / Monumental Pictures                                          | Sam Taylor-Johnson (đạo diễn); Matt Greenhalgh (biên kịch); Marisa Abela, Jack O'Connell, Eddie Marsan, Lesley Manville | [ 169 ]   |
| T H Á N G 5 | 17         | Cô kỳ lân Thelma                                         | Thelma the Unicorn                   | Netflix / Netflix Animation / Scholastic Entertainment                                      | Jared Hess, Lynn Wang (đồng đạo diễn); Jared and Jerusha Hess (biên kịch); Brittany Howard, Will Forte, Jemaine Clement, Edi Patterson, Fred Armisen, Zach Galifianakis, Jon Heder | [ 170 ]   |
| T H Á N G 5 | 17         | Babes                                                    |                                      | Neon / FilmNation Entertainment                                                             | Pamela Adlon (đạo diễn); Ilana Glazer, Josh Rabinowitz (biên kịch); Ilana Glazer, Michelle Buteau, John Carroll Lynch, Hasan Minhaj | [ 171 ]   |
| T H Á N G 5 | 17         | You Can't Run Forever                                    |                                      | Lionsgate / Voltage Pictures                                                                | Michelle Schumacher (đạo diễn/biên kịch); Carolyn Carpenter (biên kịch); J. K. Simmons, Allen Leech, Fernanda Urrejola, Isabelle Anaya, Nathan Vincenti | [ 172 ]   |
| T H Á N G 5 | 17         | The American                                             |                                      | Vertical / Anonymous Content                                                                | James Napier Robertson (đạo diễn/biên kịch); Talia Ryder, Diane Kruger, Oleg Ivenko, Natasha Alderslade, Natalia Osipova, Charlotte Ubben, Borys Szyc, Tomasz Kot, Karolina Gruszka, Martin Hugh Henley, Artur Shesterikov                                                                     | [ 173 ]   |
| T H Á N G 5 | 21         | Darkness of Man                                          |                                      | Saban Films                                                                                 | James Cullen Bressack (đạo diễn/biên kịch); Alethea Hnatko-Cho (biên kịch); Jean-Claude Van Damme, Kristanna Loken, Emerson Min, Spencer Breslin, Sticky Fingaz, Shannen Doherty | [ 174 ]   |
| T H Á N G 5 | 21         | Dead Wrong                                               |                                      | Mill Creek Entertainment                                                                    | Rick Bieber (đạo diễn/biên kịch); Kenneth Clark (biên kịch); Derek Smith, Katrina Bowden, Rob Schneider, Cress Williams | [ 175 ]   |
| T H Á N G 5 | 24         | Garfield: Mèo béo siêu quậy                              | The Garfield Movie                   | Columbia Pictures / Alcon Entertainment / One Cool Group / Wayfarer Studios / Stage 6 Films | Mark Dindal (đạo diễn); Paul A. Kaplan, Mark Torgove, David Reynolds (biên kịch); Chris Pratt, Samuel L. Jackson, Hannah Waddingham, Ving Rhames, Nicholas Hoult, Cecily Strong, Harvey Guillén, Brett Goldstein, Bowen Yang, Snoop Dogg                                                       | [ 176 ]   |
| T H Á N G 5 | 24         | Furiosa: Câu chuyện từ Max điên                          | Furiosa: A Mad Max Saga              | Warner Bros. Pictures / Kennedy Miller Mitchell                                             | George Miller (đạo diễn/biên kịch); Nico Lathouris (biên kịch); Anya Taylor-Joy, Chris Hemsworth, Tom Burke, Alyla Browne | [ 177 ]   |
| T H Á N G 5 | 24         | Atlas                                                    | Atlas                                | Netflix / Nuyorican Productions / Berlanti-Schechter Films                                  | Brad Peyton (đạo diễn); Leo Sardarian, Aron Eli Coleite (biên kịch); Jennifer Lopez, Simu Liu, Sterling K. Brown, Mark Strong | [ 178 ]   |
| T H Á N G 5 | 24         | Sát thủ giả vờ                                           | Hit Man                              | Netflix / Aggregate Films / AGC Studios                                                     | Richard Linklater (đạo diễn/biên kịch); Glen Powell (biên kịch); Glen Powell, Adria Arjona, Austin Amelio, Retta, Molly Bernard | [ 179 ]   |
| T H Á N G 5 | 24         | Sight                                                    |                                      | Angel Studios                                                                               | Andrew Hyatt (đạo diễn/biên kịch); John Duigan, Buzz McLaughlin (biên kịch); Terry Chen, Greg Kinnear, Danni Wang, Raymond Ma, Bennet Wang, Jayden Zhang, Wai Ching Ho, Fionnula Flanagan | [ 180 ]   |
| T H Á N G 5 | 24         | The Keeper                                               |                                      | Lama Entertainment                                                                          | Angus Benfield (đạo diễn); Todd Tavolazzi (biên kịch); Angus Benfield, Haley Babula, Michael Maclane, Nicolas Asad, Andrew Ferguson, Kameron Whitaker, Lance Bonza | [ 181 ]   |
| T H Á N G 5 | 28         | The Legend of Catclaws Mountain                          |                                      | Lionsgate Home Entertainment                                                                | Ritchie Greer (đạo diễn/biên kịch); Bob Lee Dysinger (biên kịch); Hayden Hishaw, James Duval, Robert Davi, Dee Wallace, Ilia Volok, Ricco Ross | [ 182 ]   |
| T H Á N G 5 | 31         | Young Woman and the Sea                                  |                                      | Walt Disney Pictures / Jerry Bruckheimer Films                                              | Joachim Rønning (đạo diễn); Jeff Nathanson (biên kịch); Daisy Ridley, Tilda Cobham-Hervey, Stephen Graham, Kim Bodnia, Christopher Eccleston, Glenn Fleshler | [ 183 ]   |
| T H Á N G 5 | 31         | Ezra                                                     |                                      | Bleecker Street / Wayfarer Studios                                                          | Tony Goldwyn (đạo diễn); Tony Spiridakis (biên kịch); Bobby Cannavale, Rose Byrne, Vera Farmiga, Whoopi Goldberg, Rainn Wilson, Tony Goldwyn, William A. Fitzgerald, Robert De Niro | [ 184 ]   |
| T H Á N G 5 | 31         | Summer Camp                                              |                                      | Roadside Attractions                                                                        | Castille Landon (đạo diễn/biên kịch); Diane Keaton, Kathy Bates, Alfre Woodard, Josh Peck, Eugene Levy, Beverly D'Angelo, Dennis Haysbert | [ 185 ]   |
| T H Á N G 5 | 31         | The Young Wife                                           |                                      | Republic Pictures / FilmNation Entertainment                                                | Tayarisha Poe (đạo diễn/biên kịch); Kiersey Clemons, Leon Bridges, Kelly Marie Tran, Michaela Watkins, Aya Cash, Sandy Honig, Brandon Micheal Hall, Lukita Maxwell, Sheryl Lee Ralph, Judith Light                                                                                             | [ 186 ]   |
| T H Á N G 5 | 31         | The Great Lillian Hall                                   |                                      | HBO Films / Max                                                                             | Michael Cristofer (đạo diễn); Elisabeth Seldes Annacone (biên kịch); Jessica Lange, Kathy Bates, Lily Rabe, Jesse Williams, Pierce Brosnan | [ 187 ]   |
| T H Á N G 5 | 31         | Shadow Land                                              |                                      | Paramount Pictures                                                                          | James Bamford (đạo diễn); Ian Corson (biên kịch); Jon Voight, Marton Csokas, Rhona Mitra, Philip Winchester, Sean Maguire | [ 188 ]   |
| T H Á N G 5 | 31         | Backspot                                                 |                                      | XYZ Films                                                                                   | D. W. Waterson (đạo diễn); Joanne Sarazen (biên kịch); Devery Jacobs, Evan Rachel Wood, Kudakwashe Rutendo, Thomas Antony Olajide, Oluniké Adeliyi, Wendy Crewson, Shannyn Sossamon | [ 189 ]   |
| T H Á N G 5 | 31         | What You Wish For                                        |                                      | Magnolia Pictures                                                                           | Nicholas Tomnay (đạo diễn/biên kịch); Nick Stahl, Tamsin Topolski, Randy Vasquez, Penelope Mitchell, Juan Carlos Messier, Brian Groh | [ 190 ]   |
| T H Á N G 5 | 31         | Protocol-7                                               |                                      | Abramorama                                                                                  | Andrew Wakefield (đạo diễn/biên kịch); Terry Rossio (biên kịch); Rachel G. Whittle, Matthew Marsden, Josh Murray, R. Brandon Johnson, Harrison Tipping, Eric Roberts, Alec Rayme, Emmy Robbin                                                                                                  | [ 188 ]   |
| T H Á N G 5 | 31         | Deer Camp '86                                            |                                      | Panoramic Pictures                                                                          | L. Van Dyke Siboutszen (đạo diễn); Bo Hansen, Riley Taurus (biên kịch); Noah LaLonde, Jay J. Bidwell, Arthur Cartwright, Brian Michael Raetz, Josh Dominguez, David Lautman | [ 191 ]   |
| T H Á N G 6 | 5          | Boneyard                                                 |                                      | Lionsgate                                                                                   | Asif Akbar (đạo diễn/biên kịch); Vincent E. McDaniel, Hank Byrd, Koji Steven Sakai (biên kịch); Mel Gibson, Curtis Jackson, Brian Van Holt, Nora Zehetner, Gabrielle Haugh | [ 192 ]   |
| T H Á N G 6 | 6          | Am I OK?                                                 |                                      | Max / Warner Bros. Pictures / Gloria Sanchez Productions                                    | Tig Notaro, Stephanie Allynne (đồng đạo diễn); Lauren Pomerantz (biên kịch); Dakota Johnson, Sonoya Mizuno, Jermaine Fowler, Kiersey Clemons, Molly Gordon, June Diane Raphael, Tig Notaro, Sean Hayes                                                                                         | [ 193 ]   |
| T H Á N G 6 | 7          | Những gã trai hư: Chơi hay bị xơi                        | Bad Boys: Ride or Die                | Columbia Pictures / Jerry Bruckheimer Films / Westbrook Studios / TSG Entertainment         | Adil and Bilall (đồng đạo diễn); Chris Bremner, Will Beall (biên kịch); Will Smith, Martin Lawrence, Vanessa Hudgens, Alexander Ludwig, Paola Núñez, Eric Dane, Ioan Gruffudd, Jacob Scipio, Melanie Liburd, Tasha Smith, Tiffany Haddish, Joe Pantoliano                                      | [ 194 ]   |
| T H Á N G 6 | 7          | Những kẻ theo dõi                                        | The Watchers                         | Warner Bros. Pictures / New Line Cinema / Blinding Edge Pictures                            | Ishana Night Shyamalan (đạo diễn/biên kịch); Dakota Fanning, Georgina Campbell, Olwen Fouéré, Oliver Finnegan | [ 195 ]   |
| T H Á N G 6 | 7          | Tuesday                                                  |                                      | A24 / BBC Film / BFI / Cinereach                                                            | Daina O. Pusić (đạo diễn/biên kịch); Julia Louis-Dreyfus, Lola Petticrew, Leah Harvey, Arinzé Kene | [ 196 ]   |
| T H Á N G 6 | 7          | Longing                                                  |                                      | Lionsgate / Scythia Films                                                                   | Savi Gabizon (đạo diễn/biên kịch); Richard Gere, Diane Kruger, Suzanne Clément, Marnie McPhail, Stuart Hughes | [ 197 ]   |
| T H Á N G 6 | 7          | Late Bloomers                                            |                                      | Vertical                                                                                    | Lisa Steen (đồng đạo diễn); Anna Greenfield (biên kịch); Karen Gillan, Margaret Sophie Stein, Jermaine Fowler, Talia Balsam, Kevin Nealon | [ 198 ]   |
| T H Á N G 6 | 7          | Trim Season                                              |                                      | Blue Harbor Entertainment                                                                   | Ariel Vida (đạo diễn); David Blair, Sean E. DeMott, Cullen Poythress (biên kịch); Bethlehem Million, Alex Essoe, Ally Ioannides, Bex Taylor-Klaus, Jane Badler, Juliette Kenn De Balinthazy, Ryan Donowho, Cory Hart, Marc Senter                                                              | [ 199 ]   |
| T H Á N G 6 | 7          | Life After Fighting                                      |                                      | Vertical                                                                                    | Bren Foster (đạo diễn/biên kịch); Alex Faulkner, Luke Ford, Cassie Howarth, Annabelle Stephenson, Jake Ryan | [ 200 ]   |
| T H Á N G 6 | 11         | Killer of Men                                            |                                      | Quiver Distribution                                                                         | Tzvi (đạo diễn/biên kịch); Jon Peterson, Stacie Brown, Paquito G. Myers, Noah Forrest, Sergio Beltran | [ 201 ]   |
| T H Á N G 6 | 14         | Những mảnh ghép cảm xúc 2                                | Inside Out 2                         | Walt Disney Pictures / Pixar Animation Studios                                              | Kelsey Mann (đạo diễn); Meg LeFauve, Dave Holstein (biên kịch); Amy Poehler, Maya Hawke, Kensington Tallman, Liza Lapira, Tony Hale, Lewis Black, Phyllis Smith, Ayo Edebiri, Lilimar, Grace Lu, Sumayyah Nuriddin-Green, Adèle Exarchopoulos, Diane Lane, Kyle MacLachlan, Paul Walter Hauser | [ 202 ]   |
| T H Á N G 6 | 14         | Ultraman: Trỗi dậy                                       | Ultraman: Rising                     | Netflix / Netflix Animation / Tsuburaya Productions                                         | Shannon Tindle (đạo diễn/biên kịch); Marc Haimes (biên kịch); Christopher Sean, Gedde Watanabe, Tamlyn Tomita, Keone Young, Julia Harriman | [ 203 ]   |
| T H Á N G 6 | 14         | Reverse the Curse                                        |                                      | Vertical                                                                                    | David Duchovny (đạo diễn/biên kịch); David Duchovny, Logan Marshall-Green, Stephanie Beatriz, Evan Handler, Pamela Adlon, Jason Beghe, Daphne Rubin-Vega | [ 204 ]   |
| T H Á N G 6 | 14         | The Present                                              |                                      | Gravitas Ventures / AGC Studios                                                             | Christian Ditter (đạo diễn); Jay Martel (biên kịch); Isla Fisher, Greg Kinnear | [ 205 ]   |
| T H Á N G 6 | 14         | Ghostlight                                               |                                      | IFC Films                                                                                   | Alex Thompson, Kelly O'Sullivan (đồng đạo diễn); Kelly O'Sullivan (biên kịch); Keith Kupferer, Tara Mallen, Katherine Mallen Kupferer, Dolly de Leon | [ 206 ]   |
| T H Á N G 6 | 14         | Fresh Kills                                              |                                      | Quiver Distribution                                                                         | Jennifer Esposito (đạo diễn/biên kịch); Jennifer Esposito, Emily Bader, Odessa A'zion, Domenick Lombardozzi, Annabella Sciorra | [ 207 ]   |
| T H Á N G 6 | 14         | Ride                                                     |                                      | Well Go USA Entertainment                                                                   | Jake Allyn (đạo diễn/biên kịch); Josh Plasse (biên kịch); Jake Allyn, C. Thomas Howell, John Plasse, Annabeth Gish, Patrick Murney, Scott Reeves, Forrie J. Smith, Laci Kaye Booth | [ 208 ]   |
| T H Á N G 6 | 14         | Latency                                                  |                                      | Lionsgate                                                                                   | James Croke (đạo diễn/biên kịch); Sasha Luss, Alexis Ren | [ 209 ]   |
| T H Á N G 6 | 21         | The Bikeriders                                           |                                      | Focus Features / Regency Enterprises                                                        | Jeff Nichols (đạo diễn/biên kịch); Jodie Comer, Austin Butler, Tom Hardy, Michael Shannon, Mike Faist, Boyd Holbrook, Damon Herriman, Beau Knapp, Emory Cohen, Karl Glusman, Toby Wallace, Norman Reedus                                                                                       | [ 210 ]   |
| T H Á N G 6 | 21         | Kinds of Kindness                                        |                                      | Searchlight Pictures / Film4 / Element Pictures / TSG Entertainment                         | Yorgos Lanthimos (đạo diễn/biên kịch); Efthimis Filippou (biên kịch); Emma Stone, Jesse Plemons, Willem Dafoe, Margaret Qualley, Hong Chau, Joe Alwyn, Mamoudou Athie, Hunter Schafer | [ 211 ]   |
| T H Á N G 6 | 21         | The Exorcism                                             |                                      | Vertical / Miramax / Outerbanks Entertainment                                               | M. A. Fortin, Joshua John Miller (đồng đạo diễn/biên kịch); Russell Crowe, Ryan Simpkins, Sam Worthington, Chloe Bailey, Adam Goldberg, David Hyde Pierce | [ 212 ]   |
| T H Á N G 6 | 21         | Điệu nhảy lộng lẫy                                       | Fancy Dance                          | Apple TV+ / Significant Productions                                                         | Erica Tremblay (đạo diễn/biên kịch); Lily Gladstone, Isabel Deroy-Olson, Shea Whigham, Audrey Wasilewski | [ 213 ]   |
| T H Á N G 6 | 21         | Cảnh báo đáp trả                                         | Trigger Warning                      | Netflix / Thunder Road Films                                                                | Mouly Surya (đạo diễn); Halley Gross, John Olson, John Brancato (biên kịch); Jessica Alba, Anthony Michael Hall | [ 214 ]   |
| T H Á N G 6 | 21         | Janet Planet                                             |                                      | A24 / BBC Film                                                                              | Annie Baker (đạo diễn/biên kịch); Julianne Nicholson, Zoe Ziegler, Elias Koteas, Will Patton, Sophie Okonedo | [ 215 ]   |
| T H Á N G 6 | 21         | Blackwater Lane                                          |                                      | Lionsgate / Grindstone Entertainment Group                                                  | Jeff Celentano (đạo diễn); Elizabeth Fowler (biên kịch); Edward Baker-Duly, Pandora Clifford, Maggie Grace, Minka Kelly, Dermot Mulroney | [ 216 ]   |
| T H Á N G 6 | 21         | Thelma                                                   |                                      | Magnolia Pictures                                                                           | Josh Margolin (đạo diễn/biên kịch); June Squibb, Fred Hechinger, Richard Roundtree, Clark Gregg, Parker Posey, Malcolm McDowell | [ 217 ]   |
| T H Á N G 6 | 21         | Chestnut                                                 |                                      | Utopia                                                                                      | Jac Cron (đạo diễn/biên kịch); Natalia Dyer, Rachel Keller, Danny Ramirez, Chella Man | [ 218 ]   |
| T H Á N G 6 | 21         | Agent Recon                                              |                                      | Quiver Distribution                                                                         | Derek Ting (đạo diễn/biên kịch); Derek Ting, Marc Singer, Chuck Norris, Sylvia Kwan, Jason Scott Jenkins, Matthew Ryan Burnett, Nikki Leigh, Christopher Showerman | [ 219 ]   |
| T H Á N G 6 | 28         | Vùng đất câm lặng: Ngày một                              | A Quiet Place: Day One               | Paramount Pictures / Platinum Dunes / Sunday Night Productions                              | Michael Sarnoski (đạo diễn/biên kịch); Lupita Nyong'o, Joseph Quinn, Alex Wolff, Djimon Hounsou | [ 167 ]   |
| T H Á N G 6 | 28         | Horizon: An American Saga – Chapter 1                    |                                      | Warner Bros. Pictures / New Line Cinema                                                     | Kevin Costner (đạo diễn/biên kịch); Jon Baird (biên kịch); Kevin Costner, Sienna Miller, Sam Worthington, Jena Malone, Abbey Lee, Michael Rooker, Danny Huston, Luke Wilson, Isabelle Fuhrman, Jeff Fahey, Will Patton, Tatanka Means, Owen Crow Shoe, Ella Hunt, Jamie Campbell Bower         | [ 220 ]   |
| T H Á N G 6 | 28         | Chuyện mẹ chuyện sếp                                     | A Family Affair                      | Netflix / Roth/Kirschenbaum Films                                                           | Richard LaGravenese (đạo diễn); Carrie Solomon (biên kịch); Nicole Kidman, Zac Efron, Joey King, Liza Koshy, Kathy Bates, Shirley MacLaine | [ 221 ]   |
| T H Á N G 6 | 28         | Reunion                                                  |                                      | Republic Pictures / Spyglass Media Group / Lionsgate                                        | Chris Nelson (đạo diễn); Jake Emanuel, Willie Block (biên kịch); Lil Rel Howery, Billy Magnussen, Jillian Bell, Jamie Chung, Michael Hitchcock, Nina Dobrev, Chace Crawford | [ 222 ]   |
| T H Á N G 6 | 28         | Daddio                                                   |                                      | Sony Pictures Classics                                                                      | Christy Hall (đạo diễn/biên kịch); Dakota Johnson, Sean Penn | [ 223 ]   |
| T H Á N G 6 | 28         | A Sacrifice                                              |                                      | Vertical / Scott Free Productions                                                           | Jordan Scott (đạo diễn/biên kịch); Eric Bana, Sylvia Hoeks, Sadie Sink | [ 224 ]   |
| T H Á N G 6 | 28         | June Zero                                                |                                      | Cohen Media Group                                                                           | Jake Paltrow (đạo diễn/biên kịch); Koby Adere, Adam Gabay, Tzahi Grad | [ 225 ]   |
| T H Á N G 6 | 28         | Midas                                                    |                                      | Entertainment Squad                                                                         | TJ Noel-Sullivan (đạo diễn/biên kịch); Laquan Copeland, Preet Kaur, Federico Parra, Lucy Powers, Bob Gallagher, Erik Bloomquist | [ 226 ]   |
| T H Á N G 6 | 28         | Family Portrait                                          |                                      | Conjuring Productions / Insufficient Funds                                                  | Lucy Kerr (đạo diễn/biên kịch); Rob Rice, Karlis Bergs (biên kịch); Rachel Alig, Miriam Spumpkin, Deragh Campbell | [ 227 ]   |

### Tháng 7 – Tháng 9
| Khởi chiếu  | Khởi chiếu | Tiêu đề                                           | Tiêu đề gốc                                  | Hãng sản xuất | Đoàn làm phim | Tham khảo |
| ----------- | ---------- | ------------------------------------------------- | -------------------------------------------- | --- | --- | --------- |
| T H Á N G 7 | 2          | Little Deaths                                     |                                              | Entertainment Squad                                                                                               | Brian Follmer (đạo diễn/biên kịch); Kerri Lee Romeo, Adam Leotta, Brian Follmer, Nicole Alibayof | [ 228 ]   |
| T H Á N G 7 | 3          | Kẻ trộm mặt trăng 4                               | Despicable Me 4                              | Universal Pictures / Illumination                                                                                 | Chris Renaud (đạo diễn); Mike White, Ken Daurio (biên kịch); Steve Carell, Kristen Wiig, Joey King, Miranda Cosgrove, Stephen Colbert, Sofia Vergara, Chloe Fineman, Steve Coogan, Will Ferrell | [ 229 ]   |
| T H Á N G 7 | 3          | Cảnh sát Beverly Hills: Axel F                    | Beverly Hills Cop: Axel F                    | Netflix / Don Simpson/Jerry Bruckheimer Films                                                                     | Mark Molloy (đạo diễn); Will Beall, Tom Gormican, Kevin Etten (biên kịch); Eddie Murphy, Joseph Gordon-Levitt, Taylour Paige, Judge Reinhold, John Ashton, Paul Reiser, Bronson Pinchot, Kevin Bacon | [ 105 ]   |
| T H Á N G 7 | 3          | The Secret Art of Human Flight                    |                                              | Level 33 Entertainment                                                                                            | H.P. Mendoza (đạo diễn); Jesse Orenshein (biên kịch); Grant Rosenmeyer, Paul Raci, Lucy DeVito, Nican Robinson, Reina Hardesty, Rosa Arredondo, Maggie Grace, Sendhil Ramamurthy | [ 230 ]   |
| T H Á N G 7 | 4          | Sound of Hope: The Story of Possum Trot           |                                              | Angel Studios / DailyWire+                                                                                        | Joshua Weigel (đạo diễn/biên kịch); Rebekah Weigel (biên kịch); Elizabeth Mitchell, Demetrius Grosse, Carlos Aviles, Nika King, Sarah Hudson | [ 231 ]   |
| T H Á N G 7 | 4          | Space Cadet                                       |                                              | Amazon MGM Studios                                                                                                | Liz W. Garcia (đạo diễn/biên kịch); Emma Roberts, Gabrielle Union, Tom Hopper, Poppy Liu | [ 232 ]   |
| T H Á N G 7 | 5          | MaXXXine                                          | MaXXXine                                     | A24 / Access Entertainment                                                                                        | Ti West (đạo diễn/biên kịch); Mia Goth, Elizabeth Debicki, Moses Sumney, Michelle Monaghan, Bobby Cannavale, Halsey, Lily Collins, Giancarlo Esposito, Kevin Bacon | [ 233 ]   |
| T H Á N G 7 | 5          | Mother, Couch                                     |                                              | Film Movement / Memory / Lyrical Media / Film i Väst                                                              | Niclas Larsson (đạo diễn/biên kịch); Ewan McGregor, Rhys Ifans, Taylor Russell, Lara Flynn Boyle, Lake Bell, F. Murray Abraham, Ellen Burstyn | [ 234 ]   |
| T H Á N G 7 | 5          | Murder Company                                    |                                              | Maverick Entertainment Group / Complex Corp                                                                       | Shane Dax Taylor (đạo diễn); Jesse Mittelstadt (biên kịch); William Moseley, Pooch Hall, Gilles Marini, Joe Anderson, Kelsey Grammer | [ 235 ]   |
| T H Á N G 7 | 5          | The Real Bros of Simi Valley: High School Reunion |                                              | Roku | Jimmy Tatro (đạo diễn/biên kịch); Christian Pierce (biên kịch); Jimmy Tatro, Nick Colletti, Tanner Petulla, Cody Ko, Peter Gilroy, Colleen Donovan, Madeline Whitby, Monica Joy Sherer, Monette Moio, Christian Pierce, Tony Hawk, Shaun White, Zoey Deutch, Tyler Posey, Retta, Tre Hale, Rob Riggle                                     | [ 236 ]   |
| T H Á N G 7 | 5          | Dead Whisper                                      |                                              | Vertical | Conor Soucy (đạo diễn/biên kịch); Colin Charles Dale (biên kịch); Samuel Dunning, Tana Sirois, Samantha Hill, Codey Gillum, Chris Goodwin, Dhane Ross, Hester Wilkinson, Bruce Winant | [ 237 ]   |
| T H Á N G 7 | 9          | Exposure                                          |                                              | Gravitas Ventures                                                                                                 | Peter Cannon (đạo diễn/biên kịch); Douglas Smith, Margo Harshman, Abraham Rodriguez, Ryan Whitney, Alex Feldman, Kevin McCorkle, Gary Poux, Chanel Minnifield | [ 238 ]   |
| T H Á N G 7 | 9          | Angels Fallen: Warriors of Peace                  |                                              | Uncork'd Entertainment                                                                                            | Ali Zamani (đạo diễn); Chris Kato (biên kịch); Denise Richards, Cuba Gooding Jr., Randy Couture, William McNamara, Arifin Putra | [ 239 ]   |
| T H Á N G 7 | 11         | Divorce in the Black                              |                                              | Amazon Prime Video / Tyler Perry Studios                                                                          | Tyler Perry (đạo diễn/biên kịch); Meagan Good, Cory Hardrict, Joseph Lee Anderson, Taylor Polidore, Shannon Wallace, Richard Lawson, Debbi Morgan | [ 240 ]   |
| T H Á N G 7 | 12         | Vụ bê bối ánh trăng                               | Fly Me to the Moon                           | Columbia Pictures / Apple Studios                                                                                 | Greg Berlanti (đạo diễn); Rose Gilroy (biên kịch); Scarlett Johansson, Channing Tatum, Jim Rash, Anna Garcia, Donald Elise Watkins, Noah Robbins, Colin Woodell, Christian Zuber, Nick Dillenburg, Ray Romano, Woody Harrelson | [ 241 ]   |
| T H Á N G 7 | 12         | Longlegs: Thảm kịch dị giáo                       | Longlegs                                     | Neon / Saturn Films                                                                                               | Osgood Perkins (đạo diễn/biên kịch); Maika Monroe, Nicolas Cage, Blair Underwood, Alicia Witt, Michelle Choi-Lee, Dakota Daulby, Kiernan Shipka | [ 242 ]   |
| T H Á N G 7 | 12         | Sing Sing                                         |                                              | A24 / Black Bear Pictures                                                                                         | Greg Kwedar (đạo diễn/biên kịch); Clint Bentley (biên kịch); Colman Domingo, Clarence "Divine Eye" Maclin, Sean San José, Paul Raci | [ 243 ]   |
| T H Á N G 7 | 12         | Dandelion                                         |                                              | IFC Films | Nicole Riegel (đạo diễn/biên kịch); KiKi Layne, Thomas Doherty, Melanie Nicholls-King | [ 244 ]   |
| T H Á N G 7 | 12         | Touch                                             |                                              | Focus Features / RVK Studios                                                                                      | Baltasar Kormákur (đạo diễn/biên kịch); Ólafur Jóhann Ólafsson (biên kịch); Egill Ólafsson, Kōki | [ 245 ]   |
| T H Á N G 7 | 12         | The Inheritance                                   |                                              | Vertical | Alejandro Brugués (đạo diễn); Chris LaMont, Joe Russo (biên kịch); Bob Gunton, Peyton List, Briana Middleton, Rachel Nichols, Austin Stowell, David Walton | [ 246 ]   |
| T H Á N G 7 | 12         | National Anthem                                   |                                              | Variance Films | Luke Gilford (đạo diễn/biên kịch); David Largman Murray, Kevin Best (biên kịch); Charlie Plummer, Eve Lindley, Mason Alexander Park, Rene Rosado, Robyn Lively | [ 247 ]   |
| T H Á N G 7 | 12         | Because We're Family                              |                                              | Buffalo 8 Entertainment                                                                                           | Christine Nyhart Kaplan (đạo diễn); Angela Stern (đạo diễn/biên kịch); C. Thomas Howell, Josh Drennen, June Eisler, Angela Stern, Christine Nyhart Kaplan | [ 248 ]   |
| T H Á N G 7 | 18         | My Spy: The Eternal City                          |                                              | Amazon MGM Studios / STXfilms / MWM Studios                                                                       | Peter Segal (đạo diễn/biên kịch); Erich Hoeber, Jon Hoeber (biên kịch); Dave Bautista, Chloe Coleman, Kristen Schaal, Flula Borg, Craig Robinson, Anna Faris, Ken Jeong | [ 249 ]   |
| T H Á N G 7 | 19         | Lốc xoáy tử thần                                  | Twisters                                     | Universal Pictures / Warner Bros. Pictures / Amblin Entertainment                                                 | Lee Isaac Chung (đạo diễn); Mark L. Smith (biên kịch); Daisy Edgar-Jones, Glen Powell, Anthony Ramos, Brandon Perea, Maura Tierney, Sasha Lane | [ 250 ]   |
| T H Á N G 7 | 19         | Find Me Falling                                   | Find Me Falling                              | Netflix | Stelana Kliris (đạo diễn/biên kịch); Harry Connick Jr., Ali Fumiko Whitney | [ 251 ]   |
| T H Á N G 7 | 19         | Clear Cut                                         |                                              | Lionsgate / Grindstone Entertainment Group                                                                        | Brian Skiba (đạo diễn); Joe Perruccio (biên kịch); Alec Baldwin, Stephen Dorff, Clive Standen, Lucy Martin, Jesse Metcalfe, Tom Welling | [ 252 ]   |
| T H Á N G 7 | 19         | Widow Clicquot                                    |                                              | Vertical | Thomas Napper (đạo diễn); Erin Dignam, Christopher Monger (biên kịch); Haley Bennett, Tom Sturridge, Sam Riley, Anson Boom, Leo Suter, Ben Miles, Natasha O'Keeffe | [ 253 ]   |
| T H Á N G 7 | 19         | Clawfoot                                          |                                              | Vertical | Michael Day (đạo diễn); April Wolfe (biên kịch); Francesca Eastwood, Milo Gibson, Olivia Culpo, Néstor Carbonell, Oliver Cooper | [ 254 ]   |
| T H Á N G 7 | 19         | The Abandon                                       |                                              | Lionsgate | Dwain Worrell (đạo diễn/biên kịch); Jonathan Rosenthal, Tamara Perry | [ 255 ]   |
| T H Á N G 7 | 19         | Quỷ án                                            | Oddity                                       | IFC Films / Shudder                                                                                               | Damian Mc Carthy (đạo diễn/biên kịch); Gwilym Lee, Carolyn Bracken, Tadhg Murphy, Steve Wall | [ 256 ]   |
| T H Á N G 7 | 19         | Spread                                            |                                              | Tubi | Ellie Kanner (đạo diễn); Buffy Charlet (biên kịch); Elizabeth Gillies, Harvey Keitel, Teri Polo, Diedrich Bader, Diora Baird, Tim Rozon, April Telek, Blake Harrison, Bryan Craig | [ 257 ]   |
| T H Á N G 7 | 20         | Lumina                                            |                                              | Goldove / Luminamovie LLC                                                                                         | Gino J.H. McKoy (đạo diễn/biên kịch); Eric Roberts, Ken Lawson, Emily Hall, Rupert Lazarus, Eleanor Williams, Andrea Tividar, Sidney Nicole Rogers | [ 258 ]   |
| T H Á N G 7 | 23         | The Good Half                                     |                                              | Utopia | Robert Schwartzman (đạo diễn); Brett Ryland (biên kịch); Nick Jonas, Brittany Snow, David Arquette, Alexandra Shipp, Matt Walsh, Elisabeth Shue | [ 259 ]   |
| T H Á N G 7 | 26         | Deadpool và Wolverine                             | Deadpool & Wolverine                         | Marvel Studios / Maximum Effort / 21 Laps Entertainment                                                           | Shawn Levy (đạo diễn/biên kịch); Ryan Reynolds, Rhett Reese, Paul Wernick, Zeb Wells (biên kịch); Ryan Reynolds, Hugh Jackman, Emma Corrin, Morena Baccarin, Rob Delaney, Leslie Uggams, Aaron Stanford, Matthew Macfadyen | [ 260 ]   |
| T H Á N G 7 | 26         | The Fabulous Four                                 |                                              | Bleecker Street                                                                                                   | Jocelyn Moorhouse (đạo diễn/biên kịch); Jenna Milly, Ann Marie Allison (biên kịch); Susan Sarandon, Bette Midler, Megan Mullally, Sheryl Lee Ralph, Bruce Greenwood, Timothy V. Murphy, Michael Bolton | [ 261 ]   |
| T H Á N G 7 | 26         | Mothers' Instinct                                 |                                              | Neon / Freckle Films / Mosaic                                                                                     | Benoît Delhomme (đạo diễn); Sarah Conradt (biên kịch); Jessica Chastain, Anne Hathaway, Anders Danielsen Lie, Josh Charles | [ 262 ]   |
| T H Á N G 7 | 26         | Dìdi                                              |                                              | Focus Features / Maiden Voyage Pictures                                                                           | Sean Wang (đạo diễn/biên kịch); Izaac Wang, Shirley Chen, Chang Li Hua, Joan Chen | [ 263 ]   |
| T H Á N G 7 | 26         | The Girl in the Pool                              |                                              | Quiver Distribution                                                                                               | Dakota Gorman (đạo diễn); Jackson Reid Williams (biên kịch); Freddie Prinze Jr., Monica Potter, Kevin Pollak, Gabrielle Haugh, Angie Ayala, Brielle Barbusca, Dionysio Basco, Rickey Eugene Brown, Micah Giovanni | [ 264 ]   |
| T H Á N G 7 | 26         | Dead Sea                                          |                                              | Vertical | Phil Volken (đạo diễn/biên kịch); Dean Cameron, Garrett Wareing, Isabel Gravitt, Alexander Wraith, Genneya Walton, Al Burke, Koa Tom | [ 265 ]   |
| T H Á N G 7 | 31         | The Duel                                          |                                              | Lionsgate / Grindstone Entertainment Group                                                                        | Justin Matthews, Luke Spencer Roberts (đạo diễn/biên kịch); Dylan Sprouse, Callan McAuliffe, Denny Love, Hart Denton, María Gabriela de Faría, Rachel Matthews, Christian McGaffney, Ronald Guttman, Patrick Warburton | [ 266 ]   |
| T H Á N G 8 | 2          | Bẫy                                               | Trap                                         | Warner Bros. Pictures / Blinding Edge Pictures                                                                    | M. Night Shyamalan (đạo diễn/biên kịch); Josh Hartnett, Ariel Donoghue, Saleka Shyamalan, Hayley Mills, Allison Pill | [ 267 ]   |
| T H Á N G 8 | 2          | Harold và cây bút phép thuật                      | Harold and the Purple Crayon                 | Columbia Pictures / Davis Entertainment / TSG Entertainment                                                       | Carlos Saldanha (đạo diễn); David Guion, Michael Handelman (biên kịch); Zachary Levi, Lil Rel Howery, Benjamin Bottani, Jemaine Clement, Tanya Reynolds, Alfred Molina, Zooey Deschanel | [ 268 ]   |
| T H Á N G 8 | 2          | Kẻ chủ mưu                                        | The Instigators                              | Apple TV+ / Artists Equity / Studio 8                                                                             | Doug Liman (đạo diễn); Chuck Maclean, Casey Affleck (biên kịch); Matt Damon, Casey Affleck, Hong Chau, Michael Stuhlbarg, Paul Walter Hauser, Ving Rhames, Alfred Molina, Toby Jones, Jack Harlow, Ron Perlman | [ 269 ]   |
| T H Á N G 8 | 2          | Giải cứu Bikini Bottom: Sứ mệnh của Sandy Cheeks  | Saving Bikini Bottom: The Sandy Cheeks Movie | Netflix / Nickelodeon Movies / United Plankton Pictures                                                           | Liza Johnson (đạo diễn); Tom Stern, Kaz (biên kịch); Carolyn Lawrence, Tom Kenny, Clancy Brown, Bill Fagerbakke, Mr. Lawrence, Rodger Bumpass, Craig Robinson, Grey DeLisle, Johnny Knoxville, Ilia Isorelýs Paulino, Matty Cardarople, Wanda Sykes                                                                                       | [ 270 ]   |
| T H Á N G 8 | 2          | The Firing Squad                                  |                                              | Epoch Studios / RiverRain Productions                                                                             | Timothy A. Chey (đạo diễn/biên kịch); James Barrington, Cuba Gooding Jr., Kevin Sorbo, Edmund Kwan, Tupua Ainu'u, Eric Roberts | [ 271 ]   |
| T H Á N G 8 | 2          | Detained                                          |                                              | Quiver Distribution                                                                                               | Felipe Mucci (đạo diễn/biên kịch); Jeremy Palmer (biên kịch); Abbie Cornish, Laz Alonso, Moon Bloodgood, John Patrick Amedori, Justin H. Min, Breeda Wool, Silas Weir Mitchell, Josefine Lindegaard | [ 272 ]   |
| T H Á N G 8 | 2          | Peak Season                                       |                                              | Entertainment Squad                                                                                               | Steven Kanter (đạo diễn); Henry Loevner (đạo diễn/biên kịch); Claudia Restrepo, Derrick DeBlasis, Ben Coleman, Fred Melamed, Stephanie Courtney | [ 273 ]   |
| T H Á N G 8 | 2          | AMFAD All My Friends Are Dead                     |                                              | Cineverse | Marcus Dunstan (đạo diễn); Josh Sims (biên kịch); Jessica Sarah Flaum (biên kịch); Jade Pettyjohn, JoJo Siwa, Jennifer Ens, Justin Derickson, Michaella Russell | [ 274 ]   |
| T H Á N G 8 | 5          | Trust in Love                                     |                                              | Gravitas Ventures                                                                                                 | Mick Davis (đạo diễn); Jimi Petulla (biên kịch); Jimi Petulla, Sydney Bullock, Logan Arditty, Natasha Wilson, Eric Roberts, Tim Hazelip, Miljenko Matijevic, Robby Krieger | [ 275 ]   |
| T H Á N G 8 | 8          | One Fast Move                                     |                                              | Amazon MGM Studios                                                                                                | Kelly Blatz (đạo diễn/biên kịch); KJ Apa, Eric Dane, Maia Reficco, Edward James Olmos, Austin North | [ 276 ]   |
| T H Á N G 8 | 9          | Nơi tình yêu kết thúc                             | It Ends with Us                              | Columbia Pictures / Wayfarer Studios                                                                              | Justin Baldoni (đạo diễn); Christy Hall (biên kịch); Blake Lively, Justin Baldoni, Jenny Slate, Hasan Minhaj, Amy Morton, Brandon Sklenar | [ 277 ]   |
| T H Á N G 8 | 9          | Borderlands: Trở lại Pandora                      | Borderlands                                  | Lionsgate / 2K / Arad Productions                                                                                 | Eli Roth (đạo diễn/biên kịch); Joe Crombie (biên kịch); Cate Blanchett, Kevin Hart, Jack Black, Édgar Ramírez, Ariana Greenblatt, Florian Munteanu, Gina Gershon, Jamie Lee Curtis | [ 278 ]   |
| T H Á N G 8 | 9          | Cuckoo                                            |                                              | Neon | Tilman Singer (đạo diễn/biên kịch); Hunter Schafer, Dan Stevens, Jessica Henwick, Jan Bluthardt, Marton Csokas | [ 279 ]   |
| T H Á N G 8 | 9          | Girl You Know It's True                           |                                              | Vertical / Mediawan / Voltage Pictures                                                                            | Simon Verhoeven (đạo diễn/biên kịch); Elan Ben Ali, Tijan Njie, Matthias Schweighöfer, Graham Rogers | [ 280 ]   |
| T H Á N G 8 | 9          | Good One                                          |                                              | Metrograph Pictures                                                                                               | India Donaldson (đạo diễn/biên kịch); Lily Collias, James LeGros, Danny McCarthy, Sumaya Bouhbal, Valentine Black, Diana Irvine | [ 281 ]   |
| T H Á N G 8 | 9          | Duchess                                           |                                              | Saban Films | Neil Marshall (đạo diễn/biên kịch); Charlotte Kirk (biên kịch); Charlotte Kirk, Philip Winchester, Colm Meaney, Hoji Fortuna, Colin Egglesfield, Stephanie Beacham, Sean Pertwee | [ 282 ]   |
| T H Á N G 8 | 13         | Watchmen Chapter I                                |                                              | Warner Bros. Animation / Paramount Pictures / DC Studios                                                          | Brandon Vietti (đạo diễn); J. Michael Straczynski (biên kịch); Matthew Rhys, Katee Sackhoff, Titus Welliver, Troy Baker, Rick D. Wasserman, Adrienne Barbeau, Jeffrey Combs, Geoff Pierson, Corey Burton, John Marshall Jones, Yuri Lowenthal, Kari Wahlgren, Grey DeLisle, Kelly Hu, Max Koch, Phil LaMarr, Dwight Schultz, Jason Spisak | [ 283 ]   |
| T H Á N G 8 | 15         | Jackpot!                                          |                                              | Amazon MGM Studios / Roth/Kirschenbaum Films                                                                      | Paul Feig (đạo diễn); Rob Yescombe (biên kịch); John Cena, Awkwafina, Simu Liu | [ 284 ]   |
| T H Á N G 8 | 16         | Quái vật không gian: Romulus                      | Alien: Romulus                               | 20th Century Studios / Scott Free Productions / Brandywine Productions                                            | Fede Álvarez (đạo diễn/biên kịch); Rodo Sayagues (biên kịch); Cailee Spaeny, David Jonsson, Archie Renaux, Isabela Merced, Spike Fearn, Aileen Wu | [ 285 ]   |
| T H Á N G 8 | 16         | Liên minh tuyệt mật                               | The Union                                    | Netflix / Closest to the Hole Productions                                                                         | Julian Farino (đạo diễn); Joe Barton, David Guggenheim (biên kịch); Mark Wahlberg, Halle Berry, Adewale Akinnuoye-Agbaje, Mike Colter, Alice Lee, J. K. Simmons, Jackie Earle Haley | [ 105 ]   |
| T H Á N G 8 | 16         | Cứu rỗi linh hồn                                  | The Deliverance                              | Netflix | Lee Daniels (đạo diễn); David Coggeshall, Elijah Bynum (biên kịch); Andra Day, Glenn Close, Aunjanue Ellis-Taylor, Mo'Nique, Caleb McLaughlin, Rob Morgan, Omar Epps | [ 286 ]   |
| T H Á N G 8 | 16         | Rob Peace                                         |                                              | Republic Pictures / Los Angeles Media Fund / Participant / 25 Stories                                             | Chiwetel Ejiofor (đạo diễn/biên kịch); Jay Will, Mary J. Blige, Chiwetel Ejiofor, Camila Cabello, Michael Kelly, Mare Winningham | [ 287 ]   |
| T H Á N G 8 | 16         | Skincare                                          |                                              | IFC Films | Austin Peters (đạo diễn/biên kịch); Sam Freilich, Deering Regan (biên kịch); Elizabeth Banks, Lewis Pullman, Michaela Jaé Rodriguez, Luis Gerardo Méndez, Nathan Fillion | [ 288 ]   |
| T H Á N G 8 | 16         | Gunner                                            |                                              | Highland Film Group                                                                                               | Dimitri Logothetis (đạo diễn); Gary Scott Thompson (biên kịch); Luke Hemsworth, Morgan Freeman, Joseph Baena | [ 289 ]   |
| T H Á N G 8 | 16         | Crescent City                                     |                                              | Lionsgate | R.J. Collins (đạo diễn); Rich Ronat (biên kịch); Alec Baldwin, Esai Morales, Terrence Howard, Nicky Whelan | [ 290 ]   |
| T H Á N G 8 | 16         | Ryan's World the Movie: Titan Universe Adventure  |                                              | Falling Forward Films / PocketWatch                                                                               | Albie Hecht (đạo diễn); Rose Frankel (biên kịch); Ryan Kaji, Shion Kaji, Loann Kaji, Emma Kaji, Kate Kaji | [ 291 ]   |
| T H Á N G 8 | 16         | Mountains                                         |                                              | Music Box Films                                                                                                   | Monica Sorelle (đạo diễn/biên kịch); Robert Colom (biên kịch); Atibon Nazaire, Sheila Anozier, Chris Renois | [ 292 ]   |
| T H Á N G 8 | 20         | The Clean Up Crew                                 |                                              | Saban Films | Jon Keeyes (đạo diễn); Matthew Rogers (biên kịch); Jonathan Rhys Meyers, Melissa Leo, Antonio Banderas, Ekaterina Baker, Laurence Kinlan, Andy Kellegher | [ 293 ]   |
| T H Á N G 8 | 21         | Stream                                            |                                              | Iconic Events Releasing / Fuzz on the Lens Productions                                                            | Michael Leavy (đạo diễn/biên kịch); Steven Della Salla, Jason Leavy, Robert Privitera (biên kịch); Charles Edwin Powell, Danielle Harris, Jeffrey Combs, Dee Wallace, Tim Reid, Mark Holton, Felissa Rose, Tony Todd, Daniel Roebuck, Dave Sheridan, Terry Alexander, David Howard Thornton, Damian Maffei                                | [ 294 ]   |
| T H Á N G 8 | 23         | The Crow: Báo thù                                 | The Crow                                     | Lionsgate / Davis Films / 30West / FilmNation Entertainment                                                       | Rupert Sanders (đạo diễn); Zach Baylin, Will Schneider (biên kịch); Bill Skarsgård, FKA Twigs, Danny Huston | [ 295 ]   |
| T H Á N G 8 | 23         | Tín hiệu cầu cứu                                  | Blink Twice                                  | Metro-Goldwyn-Mayer / Free Association                                                                            | Zoë Kravitz (đạo diễn/biên kịch); E.T. Feigenbaum (biên kịch); Naomi Ackie, Channing Tatum, Christian Slater, Simon Rex, Adria Arjona, Kyle MacLachlan, Haley Joel Osment, Geena Davis, Alia Shawkat | [ 296 ]   |
| T H Á N G 8 | 23         | The Killer                                        |                                              | Peacock / Universal Pictures / Atlas Entertainment                                                                | John Woo (đạo diễn); Brian Helgeland, Josh Campbell, Matt Stuecken (biên kịch); Nathalie Emmanuel, Omar Sy, Sam Worthington, Diana Silvers, Saïd Taghmaoui, Hugo Diego Garcia | [ 297 ]   |
| T H Á N G 8 | 23         | The Supremes at Earl's All-You-Can-Eat            |                                              | Hulu / Searchlight Pictures / Temple Hill Entertainment                                                           | Tina Mabry (đạo diễn/biên kịch); Cee Marcellus (biên kịch); Aunjanue Ellis-Taylor, Sanaa Lathan, Uzo Aduba, Mekhi Phifer, Julian McMahon, Vondie Curtis-Hall, Russell Hornsby | [ 298 ]   |
| T H Á N G 8 | 23         | Greedy People                                     |                                              | Lionsgate | Potsy Ponciroli (đạo diễn); Michael Vukadinovich (biên kịch); Himesh Patel, Joseph Gordon-Levitt, Lily James, Tim Blake Nelson, Traci Lords, Simon Rex, Joey Lauren Adams, Uzo Aduba, Jim Gaffigan | [ 299 ]   |
| T H Á N G 8 | 23         | Between the Temples                               |                                              | Sony Pictures Classics / Ley Line Entertainment                                                                   | Nathan Silver (đạo diễn/biên kịch); C. Mason Wells (biên kịch); Jason Schwartzman, Carol Kane, Dolly de Leon, Caroline Aaron, Robert Smigel, Madeline Weinstein, Matthew Shear, Lindsay Burdge, John Magary | [ 300 ]   |
| T H Á N G 8 | 23         | Lứa mới                                           | Incoming                                     | Netflix | Dave Chernin, Josh Chernin (đạo diễn/biên kịch); Raphael Alejandro, Kaitlin Olson, Bobby Cannavale, Mason Thames, Scott MacArthur, Thomas Barbusca, Gattlin Griffith, Isabella Ferreira, Steele Stebbins | [ 301 ]   |
| T H Á N G 8 | 23         | The Forge                                         |                                              | Affirm Films / Kendrick Brothers / Provident Films                                                                | Alex Kendrick (đạo diễn/biên kịch); Stephen Kendrick (biên kịch); Cameron Arnett, Priscilla Shirer, Aspen Kennedy, Karen Abercrombie, T.C. Stallings, BJ Arnett, Ken Bevel | [ 302 ]   |
| T H Á N G 8 | 23         | Strange Darling                                   |                                              | Magenta Light Studios / Miramax                                                                                   | JT Mollner (đạo diễn/biên kịch); Willa Fitzgerald, Kyle Gallner, Madisen Beaty, Steven Michael Quezada, Ed Begley Jr., Barbara Hershey | [ 303 ]   |
| T H Á N G 8 | 23         | Catching Dust                                     |                                              | Vertical | Stuart Gatt (đạo diễn/biên kịch); Erin Moriarty, Dina Shihabi, Jai Courtney, Ryan Corr | [ 304 ]   |
| T H Á N G 8 | 23         | Summer of Violence                                |                                              | Quiver Distribution                                                                                               | Nicki Micheaux (đạo diễn/biên kịch); Kasey Inez, Jahking Guillory, Madhulika Krishnan, Pedro Correa, Damon Gupton | [ 305 ]   |
| T H Á N G 8 | 23         | The Becomers                                      |                                              | Dark Star Pictures                                                                                                | Zach Clark (đạo diễn/biên kịch); Russell Mael, Isabel Alamin, Molly Plunk, Mike Lopez, Keith Kelly | [ 306 ]   |
| T H Á N G 8 | 23         | Place of Bones                                    |                                              | Highland Film Group / Gold Rush Entertainment / Latigo Films                                                      | Audrey Cummings (đạo diễn); Richard Taylor (biên kịch); Heather Graham, Tom Hopper, Corin Nemec, Brielle Robillard, Donald Cerrone | [ 307 ]   |
| T H Á N G 8 | 27         | The Exorcism of Saint Patrick                     |                                              | Cranked Up Films                                                                                                  | Quinn Armstrong (đạo diễn/biên kịch); Steve Pinder, Michael J. Cline, Maya Jeyam, Caitlin McWethy, Alan Tyson, Louie Kurtzman, Andrew James Myers, Erik Donley, Beau Roberts | [ 308 ]   |
| T H Á N G 8 | 30         | Kinh hãi                                          | Afraid                                       | Columbia Pictures / Blumhouse Productions                                                                         | Chris Weitz (đạo diễn/biên kịch); John Cho, Katherine Waterston, Havana Rose Liu, Lukita Maxwell, David Dastmalchian, Keith Carradine | [ 309 ]   |
| T H Á N G 8 | 30         | 1992                                              |                                              | Lionsgate / Death Row Pictures                                                                                    | Ariel Vromen (đạo diễn/biên kịch); Sascha Penn (biên kịch); Tyrese Gibson, Scott Eastwood, Ray Liotta | [ 310 ]   |
| T H Á N G 8 | 30         | Slingshot                                         |                                              | Bleecker Street                                                                                                   | Mikael Håfström (đạo diễn); R. Scott Adams, Nathan Parker (biên kịch); Casey Affleck, Laurence Fishburne, Emily Beecham, Tomer Kapon, David Morrissey | [ 311 ]   |
| T H Á N G 8 | 30         | The Wasp                                          |                                              | Shout! Studios | Guillem Morales (đạo diễn); Morgan Lloyd Malcolm (biên kịch); Naomie Harris, Natalie Dormer | [ 312 ]   |
| T H Á N G 8 | 30         | Reagan                                            |                                              | ShowBiz Direct / MJM Entertainment                                                                                | Sean McNamara (đạo diễn); Howard Klausner, Jonas McCord (biên kịch); Dennis Quaid, Penelope Ann Miller, Robert Davi, Lesley-Anne Down, Jon Voight | [ 313 ]   |
| T H Á N G 8 | 30         | First Shift                                       |                                              | Quiver Distribution                                                                                               | Uwe Boll (đạo diễn/biên kịch); Gino Anthony Pesi, Kristen Renton, James McMenamin, Daniel Sauli, Tamara Della Anderson, Brandi Bravo, Garry Pastore | [ 314 ]   |
| T H Á N G 8 | 30         | You Gotta Believe                                 |                                              | Well Go USA Entertainment                                                                                         | Ty Roberts (đạo diễn/biên kịch); Lane Garrison (biên kịch); Luke Wilson, Greg Kinnear, Sarah Gadon, Lew Temple, Michael Cash, Etienne Kellici, Molly Parker | [ 315 ]   |
| T H Á N G 8 | 30         | City of Dreams                                    |                                              | Roadside Attractions                                                                                              | Mohit Ramchandani (đạo diễn/biên kịch); Ari Lopez, Renata Vaca, Alfredo Castro, Paulina Gaitán, Jason Patric, Diego Calva | [ 316 ]   |
| T H Á N G 8 | 30         | Tokyo Cowboy                                      |                                              | Purdie Distribution                                                                                               | Marc Marriott (đạo diễn); Dave Boyle, Ayako Fujitani (biên kịch); Arata Iura, Robin Weigert, Goya Robles, Ayako Fujitani, Jun Kunimura | [ 317 ]   |
| T H Á N G 9 | 3          | Wolves Against the World                          |                                              | Good Deed Entertainment                                                                                           | Quinn Armstrong (đạo diễn/biên kịch); Michael Kunicki, Quinn Armstrong, Jordan Mullins, Jim Azelvandre, Louie Kurtzman, Eric Six, Jacob Southwick | [ 308 ]   |
| T H Á N G 9 | 6          | Ma siêu quậy                                      | Beetlejuice Beetlejuice                      | Warner Bros. Pictures / Plan B Entertainment / Tim Burton Productions                                             | Tim Burton (đạo diễn); Alfred Gough, Miles Millar (biên kịch); Michael Keaton, Winona Ryder, Catherine O'Hara, Justin Theroux, Monica Bellucci, Jenna Ortega, Willem Dafoe | [ 318 ]   |
| T H Á N G 9 | 6          | The Front Room                                    |                                              | A24 / 2AM | The Eggers Brothers (đồng đạo diễn/biên kịch); Brandy Norwood, Andrew Burnap, Neal Huff, Kathryn Hunter | [ 319 ]   |
| T H Á N G 9 | 6          | Ba con gái của cha                                | His Three Daughters                          | Netflix / Tango Entertainment                                                                                     | Azazel Jacobs (đạo diễn/biên kịch); Carrie Coon, Elizabeth Olsen, Natasha Lyonne, Rudy Galvan, Jose Febus, Jasmine Bracey, Jay O. Sanders, Jovan Adepo | [ 320 ]   |
| T H Á N G 9 | 6          | Rebel Ridge                                       | Rebel Ridge                                  | Netflix | Jeremy Saulnier (đạo diễn/biên kịch); Aaron Pierre, AnnaSophia Robb, James Badge Dale, James Cromwell, Don Johnson | [ 321 ]   |
| T H Á N G 9 | 6          | Continue                                          |                                              | Lionsgate / Grindstone Entertainment Group                                                                        | Nadine Crocker (đồng đạo diễn/biên kịch); Nadine Crocker, Emily Deschanel, Shiloh Fernandez, Lio Tipton, Kat Foster, Dale Dickey | [ 322 ]   |
| T H Á N G 9 | 6          | A New York Story                                  |                                              | Vertical | Fiona Robert (đạo diễn/biên kịch), Sophia Robert (biên kịch); Fiona Robert, Sophia Robert, Paul Karmiryan, Annabella Sciorra, Logan Miller, Whit Stillman | [ 323 ]   |
| T H Á N G 9 | 6          | The Thicket                                       |                                              | Samuel Goldwyn Films / Tubi Films                                                                                 | Elliott Lester (đạo diễn); Cristopher Kelley (biên kịch); Peter Dinklage, Juliette Lewis, Levon Hawke, Esmé Creed-Miles, Leslie Grace, Gbenga Akinnagbe | [ 324 ]   |
| T H Á N G 9 | 6          | I'll Be Right There                               |                                              | Brainstorm Media                                                                                                  | Brendan Walsh (đạo diễn); Jim Beggarly (biên kịch); Edie Falco, Jeannie Berlin, Charlie Tahan, Kayli Carter, Michael Rapaport, Michael Beach, Sepideh Moafi, Bradley Whitford | [ 325 ]   |
| T H Á N G 9 | 10         | Dead Teenagers                                    |                                              | Good Deed Entertainment                                                                                           | Quinn Armstrong (đạo diễn/biên kịch); Jordan Myers, Maya Jeyam, Tony White, Mary Charles Miller, Angel Ray, Chris Hahn, Beau Roberts | [ 308 ]   |
| T H Á N G 9 | 13         | Không nói điều dữ                                 | Speak No Evil                                | Universal Pictures / Blumhouse Productions                                                                        | James Watkins (đạo diễn/biên kịch); James McAvoy, Mackenzie Davis, Aisling Franciosi, Alix West Lefler, Dan Hough, Scoot McNairy | [ 326 ]   |
| T H Á N G 9 | 13         | The Killer's Game                                 |                                              | Lionsgate | J. J. Perry (đạo diễn); Rand Ravich, James Coyne (biên kịch); Dave Bautista, Sofia Boutella, Terry Crews, Scott Adkins, Pom Klementieff, Ben Kingsley | [ 327 ]   |
| T H Á N G 9 | 13         | My Old Ass                                        |                                              | Metro-Goldwyn-Mayer / Indian Paintbrush / LuckyChap Entertainment                                                 | Megan Park (đạo diễn/biên kịch); Maisy Stella, Percy Hynes White, Maddie Ziegler, Kerrice Brooks, Maria Dizzia, Aubrey Plaza | [ 328 ]   |
| T H Á N G 9 | 13         | Xấu xí                                            | Uglies                                       | Netflix / Davis Entertainment                                                                                     | McG (đạo diễn); Jacob Forman, Vanessa Taylor, Whit Anderson (biên kịch); Joey King, Keith Powers, Brianne Tju, Chase Stokes, Laverne Cox | [ 329 ]   |
| T H Á N G 9 | 13         | Winner                                            |                                              | Vertical / Big Beach                                                                                              | Susanna Fogel (đạo diễn); Kerry Howley (biên kịch); Emilia Jones, Connie Britton, Danny Ramirez, Kathryn Newton, Zach Galifianakis | [ 330 ]   |
| T H Á N G 9 | 13         | Here After                                        |                                              | Paramount Pictures                                                                                                | Robert Salerno (đạo diễn); Sarah Conradt (biên kịch); Connie Britton, Freya Hannan-Mills, Giovanni Cirfiera | [ 331 ]   |
| T H Á N G 9 | 13         | The 4:30 Movie                                    |                                              | Saban Films / SMODCO                                                                                              | Kevin Smith (đạo diễn/biên kịch); Austin Zajur, Nicholas Cirillo, Reed Northrup, Siena Agudong, Ken Jeong | [ 332 ]   |
| T H Á N G 9 | 13         | Subservience                                      |                                              | XYZ Films / Millennium Media                                                                                      | S.K. Dale (đạo diễn); Will Honley, April Maguire (biên kịch); Megan Fox, Michele Morrone, Madeline Zima | [ 333 ]   |
| T H Á N G 9 | 13         | Booger                                            |                                              | Dark Sky Films / Neon Heart Productions / Ley Line Entertainment                                                  | Mary Dauterman (đạo diễn/biên kịch); Grace Glowicki, Garrick Bernard, Heather Matarazzo, Marcia DeBonis | [ 334 ]   |
| T H Á N G 9 | 13         | The Waterboyz                                     |                                              | Quiver Distribution                                                                                               | Coke Daniels (đạo diễn/biên kịch); Quavo, La La Anthony, Omar Dorsey, Rockmond Dunbar | [ 335 ]   |
| T H Á N G 9 | 20         | Transformers Một                                  | Transformers One                             | Paramount Pictures / Paramount Animation / Hasbro Entertainment / New Republic Pictures / Di Bonaventura Pictures | Josh Cooley (đạo diễn); Eric Pearson, Andrew Barrer, Gabriel Ferrari (biên kịch); Chris Hemsworth, Brian Tyree Henry, Scarlett Johansson, Keegan-Michael Key, Steve Buscemi, Laurence Fishburne, Jon Hamm | [ 336 ]   |
| T H Á N G 9 | 20         | "Sói" thủ đối đầu                                 | Wolfs                                        | Columbia Pictures / Apple Studios / Plan B Entertainment / Smokehouse Pictures                                    | Jon Watts (đạo diễn/biên kịch); George Clooney, Brad Pitt, Amy Ryan, Austin Abrams, Zlatko Burić, Richard Kind, Poorna Jagannathan | [ 241 ]   |
| T H Á N G 9 | 20         | Never Let Go                                      |                                              | Lionsgate / 21 Laps Entertainment                                                                                 | Alexandre Aja (đạo diễn); Kevin Coughlin, Ryan Grassby (biên kịch); Halle Berry, Percy Daggs IV, Anthony B. Jenkins | [ 337 ]   |
| T H Á N G 9 | 20         | Thần dược                                         | The Substance                                | Mubi / Working Title Films                                                                                        | Coralie Fargeat (đạo diễn/biên kịch); Demi Moore, Margaret Qualley, Dennis Quaid | [ 338 ]   |
| T H Á N G 9 | 20         | A Different Man                                   |                                              | A24 / Killer Films                                                                                                | Aaron Schimberg (đạo diễn/biên kịch); Sebastian Stan, Renate Reinsve, Adam Pearson | [ 319 ]   |
| T H Á N G 9 | 20         | Bagman                                            |                                              | Lionsgate / Temple Hill Entertainment                                                                             | Colm McCarthy (đạo diễn); John Hulme (biên kịch); Sam Claflin, Antonia Thomas, Frankie Corio, William Hope, Steven Cree | [ 339 ]   |
| T H Á N G 9 | 20         | Omni Loop                                         |                                              | Magnolia Pictures / 2AM / Killer Films                                                                            | Bernardo Britto (đạo diễn/biên kịch); Mary-Louise Parker, Ayo Edebiri, Carlos Jacott, Chris Witaske, Hannah Pearl Utt, Harris Yulin | [ 340 ]   |
| T H Á N G 9 | 20         | The Featherweight                                 |                                              | mTuckman Media / Appian Way Productions                                                                           | Robert Kolodny (đạo diễn); Steve Loff (biên kịch); James Madio, Ruby Wolf, Keir Gilchrist, Stephen Lang, Ron Livingston, Lawrence Gilliard Jr. | [ 341 ]   |
| T H Á N G 9 | 20         | In the Summers                                    |                                              | Music Box Films                                                                                                   | Alessandra Lacorazza Samudio (đạo diễn/biên kịch); René Pérez, Sasha Calle, Leslie Grace | [ 342 ]   |
| T H Á N G 9 | 24         | Kill 'Em All 2                                    |                                              | Destination Films                                                                                                 | Valeri Milev (đạo diễn); James Agnew (biên kịch); Jean-Claude Van Damme, Jacqueline Fernandez, Peter Stormare, María Conchita Alonso | [ 343 ]   |
| T H Á N G 9 | 24         | Paradox Effect                                    |                                              | Gravitas Ventures                                                                                                 | Scott Weintrob (director); Samuel Bartlett, Andrea Iervolino, Ferdinando Dell'Omo (screenplay); Olga Kurylenko, Harvey Keitel, Alice Astons | [ 344 ]   |
| T H Á N G 9 | 26         | Killer Heat                                       |                                              | Amazon MGM Studios                                                                                                | Philippe Lacôte (đạo diễn); Roberto Bentivegna, Matt Charman (biên kịch); Joseph Gordon-Levitt, Shailene Woodley, Richard Madden | [ 345 ]   |
| T H Á N G 9 | 27         | Robot hoang dã                                    | The Wild Robot                               | Universal Pictures / DreamWorks Animation                                                                         | Chris Sanders (đạo diễn/biên kịch); Lupita Nyong'o, Pedro Pascal, Kit Connor, Bill Nighy, Stephanie Hsu, Mark Hamill, Catherine O'Hara | [ 346 ]   |
| T H Á N G 9 | 27         | Saturday Night                                    |                                              | Columbia Pictures / TSG Entertainment                                                                             | Jason Reitman (đạo diễn/biên kịch); Gil Kenan (biên kịch); Gabriel LaBelle, Rachel Sennott, Cory Michael Smith, Ella Hunt, Dylan O'Brien, Emily Fairn, Matt Wood, Lamorne Morris, Kim Matula, Finn Wolfhard, Nicholas Braun, Cooper Hoffman, Andrew Barth Feldman, Kaia Gerber, Tommy Dewey, Willem Dafoe, Matthew Rhys, J. K. Simmons    | [ 347 ]   |
| T H Á N G 9 | 27         | Megalopolis                                       |                                              | Lionsgate / Utopia / American Zoetrope                                                                            | Francis Ford Coppola (đạo diễn/biên kịch); Adam Driver, Giancarlo Esposito, Nathalie Emmanuel, Aubrey Plaza, Shia LaBeouf, Jon Voight, Laurence Fishburne, Talia Shire, Jason Schwartzman, Kathryn Hunter, Grace VanderWaal, Chloe Fineman, James Remar, D. B. Sweeney, Dustin Hoffman                                                    | [ 348 ]   |
| T H Á N G 9 | 27         | Apartment 7A                                      |                                              | Paramount Pictures / Sunday Night Productions / Platinum Dunes                                                    | Natalie Erika James (đạo diễn/biên kịch); Christian White, Skylar James (biên kịch); Julia Garner, Dianne Wiest, Jim Sturgess, Kevin McNally | [ 349 ]   |
| T H Á N G 9 | 27         | Chuska: Những chiến binh bóng rổ                  | Rez Ball                                     | Netflix / SpringHill Company / Chernin Entertainment / Lake Ellyn Entertainment                                   | Sydney Freeland (đạo diễn/biên kịch); Sterlin Harjo (biên kịch); Jessica Matten, Julia Jones, Amber Midthunder, Kiowa Gordon, Dallas Goldtooth, Cody Lightning | [ 350 ]   |
| T H Á N G 9 | 27         | The Curse of the Necklace                         |                                              | Warner Bros. Discovery Home Entertainment                                                                         | Juan Pablo Arias Munoz (đạo diễn); John Ducey (biên kịch); Madeleine McGraw, Violet McGraw, Christina Moore, Sarah Lind, Henry Thomas | [ 351 ]   |
| T H Á N G 9 | 27         | Azrael                                            |                                              | IFC Films / Shudder / Republic Pictures                                                                           | E. L. Katz (đạo diễn); Simon Barrett (biên kịch); Samara Weaving, Vic Carmen Sonne, Katariina Unt, Nathan Stewart-Jarrett | [ 352 ]   |
| T H Á N G 9 | 27         | Amber Alert                                       |                                              | Lionsgate | Kerry Bellessa (đạo diễn/biên kịch); Hayden Panettiere, Tyler James Williams, Kevin Dunn | [ 353 ]   |
| T H Á N G 9 | 27         | Abruptio                                          |                                              | Anchor Bay Entertainment                                                                                          | Evan Marlowe (đạo diễn/biên kịch); James Marsters, Hana Mae Lee, Christopher McDonald, Jordan Peele, Sid Haig, Robert Englund | [ 354 ]   |
| T H Á N G 9 | 27         | She Taught Love                                   |                                              | Hulu / Andscape                                                                                                   | Nate Edwards (đạo diễn); Darrell Britt-Gibson (biên kịch); Arsema Thomas, Darrell Britt-Gibson, Taissa Farmiga, Alexander Hodge, D'Arcy Carden, Edwin Lee Gibson | [ 355 ]   |

### Tháng 10 – Tháng 12
| Khởi chiếu   | Khởi chiếu | Tiêu đề                                               | Tiêu đề gốc                                    | Hãng sản xuất                                                                                   | Đoàn làm phim | Tham khảo |
| ------------ | ---------- | ----------------------------------------------------- | ---------------------------------------------- | ----------------------------------------------------------------------------------------------- | --- | --------- |
| T H Á N G 10 | 1          | Another Happy Day                                     |                                                | Gravitas Ventures                                                                               | Nora Fiffer (đạo diễn/biên kịch); Lauren Lapkus, Marilyn Dodds Frank, Jean Elie, Carrie Coon | [ 356 ]   |
| T H Á N G 10 | 1          | Crackcoon                                             |                                                | Cineverse                                                                                       | Brad Twigg (đạo diễn/biên kịch); Gary Lee Vincent, Todd Martin (biên kịch); John A. Russo, Rosaria Eraso, Justin P. Martin, Gary Lee Vincent, Jessa Flux, Chris O'Brocki, Angel Bradford, Hunter Redfern, Tim Hale, Morrigan Thompson, Tom Hoover                                                                                         | [ 357 ]   |
| T H Á N G 10 | 3          | 'Salem's Lot                                          |                                                | Max / New Line Cinema / Atomic Monster / Vertigo Entertainment                                  | Gary Dauberman (đạo diễn/biên kịch); Lewis Pullman, Makenzie Leigh, Alfre Woodard, John Benjamin Hickey, Bill Camp, Jordan Preston Carter, Nicholas Crovetti, Spencer Treat Clark, William Sadler, Pilou Asbæk | [ 358 ]   |
| T H Á N G 10 | 3          | House of Spoils                                       |                                                | Amazon MGM Studios / Blumhouse Productions / Divide/Conquer                                     | Bridget Savage Cole and Danielle Krudy (đồng đạo diễn/biên kịch); Ariana DeBose, Barbie Ferreira, Arian Moayed, Marton Csokas | [ 345 ]   |
| T H Á N G 10 | 3          | Hold Your Breath                                      |                                                | Hulu / Searchlight Pictures                                                                     | Karrie Crouse, Will Joines (đồng đạo diễn); Karrie Crouse (biên kịch); Sarah Paulson, Amiah Miller, Annaleigh Ashford, Alona Jane Robbins, Ebon Moss-Bachrach | [ 359 ]   |
| T H Á N G 10 | 4          | Joker: Điên có đôi                                    | Joker: Folie à Deux                            | Warner Bros. Pictures / DC Studios                                                              | Todd Phillips (đạo diễn/biên kịch); Scott Silver (biên kịch); Joaquin Phoenix, Lady Gaga, Brendan Gleeson, Catherine Keener, Zazie Beetz, Steve Coogan | [ 360 ]   |
| T H Á N G 10 | 4          | Phép màu giữa đêm đông                                | White Bird                                     | Lionsgate / Participant / Kingdom Story Company / Mandeville Films                              | Marc Forster (đạo diễn); Mark Bomback (biên kịch); Ariella Glaser, Orlando Schwerdt, Bryce Gheisar, Gillian Anderson, Helen Mirren | [ 361 ]   |
| T H Á N G 10 | 4          | Điều bên trong                                        | It's What's Inside                             | Netflix                                                                                         | Greg Jardin (đạo diễn/biên kịch); Brittany O'Grady, James Morosini, Alycia Debnam-Carey, Devon Terrell, Gavin Leatherwood, Reina Hardesty, Nina Bloomgarden, David W. Thompson | [ 362 ]   |
| T H Á N G 10 | 4          | Monster Summer                                        |                                                | Pastime Pictures / Nickel City Pictures / Novo Media Group                                      | David Henrie (đạo diễn); Cornelius Uliano, Bryan Schulz (biên kịch); Mel Gibson, Mason Thames, Lorraine Bracco, Nora Zehetner, Kevin James, Abby James Witherspoon, Julian Lerner, Noah Cottrell | [ 363 ]   |
| T H Á N G 10 | 4          | Things Will Be Different                              |                                                | Magnet Releasing                                                                                | Michael Felker (đạo diễn/biên kịch); Adam David Thompson, Riley Dandy, Chloe Skoczen, Justin Benson, Sarah Bolger | [ 364 ]   |
| T H Á N G 10 | 4          | The Forest Hills                                      |                                                | My Way Pictures / Dreznick Goldberg Production / Digital Thunderdome                            | Scott Goldberg (đạo diễn/biên kịch); Chiko Mendez, Shelley Duvall, Edward Furlong, Dee Wallace | [ 365 ]   |
| T H Á N G 10 | 4          | The Problem with People                               |                                                | Quiver Distribution                                                                             | Chris Cottam (đạo diễn); Wally Marzano-Lesnevich, Paul Reiser (biên kịch); Paul Reiser, Colm Meaney, Jane Levy, Lucianne McEvoy | [ 366 ]   |
| T H Á N G 10 | 4          | Little Bites                                          |                                                | RLJE Films / Shudder                                                                            | Spider One (đạo diễn/biên kịch); Krsy Fox, Elizabeth Phoenix Caro, Jon Sklaroff, Chaz Bono, Barbara Crampton, Heather Langenkamp, Bonnie Aarons | [ 367 ]   |
| T H Á N G 10 | 7          | Hellboy: Đại chiến quỷ dữ                             | Hellboy: The Crooked Man                       | Ketchup Entertainment / Millennium Media / Dark Horse Entertainment                             | Brian Taylor (đạo diễn/biên kịch); Christopher Golden, Mike Mignola (biên kịch); Jack Kesy, Jefferson White, Adeline Rudolph | [ 368 ]   |
| T H Á N G 10 | 10         | Brothers                                              |                                                | Amazon MGM Studios / Legendary Pictures                                                         | Max Barbakow (đạo diễn); Macon Blair (biên kịch); Josh Brolin, Peter Dinklage, Glenn Close, Marisa Tomei, Brendan Fraser | [ 369 ]   |
| T H Á N G 10 | 10         | Caddo Lake                                            |                                                | Max / New Line Cinema / Blinding Edge Pictures                                                  | Celine Held, Logan George (đồng đạo diễn/biên kịch); Dylan O'Brien, Eliza Scanlen, Lauren Ambrose, Eric Lange, Sam Hennings | [ 370 ]   |
| T H Á N G 10 | 11         | Terrifier 3                                           |                                                | Cineverse                                                                                       | Damien Leone (đạo diễn/biên kịch); Lauren LaVera, Elliot Fullam, Samantha Scaffidi, David Howard Thornton | [ 371 ]   |
| T H Á N G 10 | 11         | Piece by Piece                                        |                                                | Focus Features / The Lego Group / I Am Other                                                    | Morgan Neville (đạo diễn/biên kịch); Jason Zeldes, Aaron Wickenden, Oscar Vazquez (biên kịch); Pharrell Williams, Gwen Stefani, Kendrick Lamar, Timbaland, Justin Timberlake, Jay-Z, Busta Rhymes, Snoop Dogg | [ 372 ]   |
| T H Á N G 10 | 11         | The Apprentice                                        |                                                | Briarcliff Entertainment / Scythia Films / Tailored Films                                       | Ali Abbasi (đạo diễn); Gabriel Sherman (biên kịch); Sebastian Stan, Jeremy Strong, Martin Donovan, Maria Bakalova | [ 373 ]   |
| T H Á N G 10 | 11         | Hành tinh cô đơn                                      | Lonely Planet                                  | Netflix                                                                                         | Susannah Grant (đạo diễn/biên kịch); Laura Dern, Liam Hemsworth, Diana Silvers, Younès Boucif, Adriano Giannini, Rachida Brakni | [ 374 ]   |
| T H Á N G 10 | 11         | The Silent Hour                                       |                                                | Republic Pictures / AGC Studios                                                                 | Brad Anderson (đạo diễn); Dan Hall (biên kịch); Joel Kinnaman, Sandra Mae Frank, Mekhi Phifer, Mark Strong | [ 375 ]   |
| T H Á N G 10 | 11         | Thiên tài ném phao                                    | Bad Genius                                     | Vertical                                                                                        | J.C. Lee (đạo diễn/biên kịch); Julius Onah (biên kịch); Benedict Wong, Callina Liang, Jabari Banks, Taylor Hickson, Sarah-Jane Redmond | [ 376 ]   |
| T H Á N G 10 | 11         | Seven Cemeteries                                      |                                                | Quiver Distribution                                                                             | John Gulager (đạo diễn); Joel Soisson (biên kịch); Danny Trejo, Samantha Ashley, Efren Ramirez, Vincent M. Ward, Lew Temple, Richard Esteras, Maria Canals-Barrera | [ 377 ]   |
| T H Á N G 10 | 11         | The Man in the White Van                              |                                                | Relativity Media / Legion M                                                                     | Warren Skeels (đạo diễn/biên kịch); Sean Astin, Ali Larter, Madison Wolfe, Brec Bassinger, Gavin Warren, Skai Jackson | [ 378 ]   |
| T H Á N G 10 | 15         | 9 Windows                                             |                                                | Gravitas Ventures                                                                               | Lou Simon (đạo diễn/biên kịch); William Forsythe, Michael Paré | [ 379 ]   |
| T H Á N G 10 | 18         | Cười 2                                                | Smile 2                                        | Paramount Pictures / Temple Hill Entertainment                                                  | Parker Finn (đạo diễn/biên kịch); Naomi Scott, Rosemarie DeWitt, Kyle Gallner, Lukas Gage, Miles Gutierrez-Riley, Peter Jacobson, Raúl Castillo, Dylan Gelula, Ray Nicholson | [ 14 ]    |
| T H Á N G 10 | 18         | Anora                                                 |                                                | Neon / FilmNation Entertainment                                                                 | Sean Baker (đạo diễn/biên kịch); Mikey Madison, Mark Eydelshteyn, Yura Borisov, Karren Karagulian, Vache Tovmasyan, Aleksei Serebryakov | [ 380 ]   |
| T H Á N G 10 | 18         | Goodrich                                              |                                                | Ketchup Entertainment / Pascal Pictures                                                         | Hallie Meyers-Shyer (đạo diễn/biên kịch); Michael Keaton, Mila Kunis, Andie MacDowell, Carmen Ejogo, Laura Benanti, Kevin Pollak | [ 381 ]   |
| T H Á N G 10 | 18         | Hẹn hò với sát nhân                                   | Woman of the Hour                              | Netflix / AGC Studios / Vertigo Entertainment                                                   | Anna Kendrick (đạo diễn); Ian McDonald (biên kịch); Anna Kendrick, Daniel Zovatto, Nicolette Robinson, Tony Hale, Pete Holmes, Autumn Best, Kathryn Gallagher, Kelley Jakle | [ 382 ]   |
| T H Á N G 10 | 18         | The Line                                              |                                                | Utopia                                                                                          | Ethan Berger (đạo diễn/biên kịch); Alex Russek (biên kịch); Alex Wolff, Lewis Pullman, Halle Bailey, Austin Abrams, Angus Cloud, Bo Mitchell, Denise Richards, Cheri Oteri, Scoot McNairy, John Malkovich | [ 383 ]   |
| T H Á N G 10 | 18         | Exhibiting Forgiveness                                |                                                | Roadside Attractions                                                                            | Titus Kaphar (đạo diễn/biên kịch); André Holland, Andra Day, John Earl Jelks, Aunjanue Ellis-Taylor | [ 384 ]   |
| T H Á N G 10 | 18         | High Tide                                             |                                                | Strand Releasing / LD Entertainment                                                             | Marco Calvani (đạo diễn/biên kịch); Marco Pigossi, James Bland, Marisa Tomei, Bill Irwin | [ 385 ]   |
| T H Á N G 10 | 22         | To Fall in Love                                       |                                                | Gravitas Ventures                                                                               | Michael Lewis Foster (đạo diễn); Jennifer Lane (biên kịch); Beth Gallagher, Eric Casalini, Reese Lily Buell | [ 386 ]   |
| T H Á N G 10 | 24         | Canary Black                                          |                                                | Amazon MGM Studios                                                                              | Pierre Morel (đạo diễn); Matthew Kennedy (biên kịch); Kate Beckinsale, Rupert Friend, Ray Stevenson, Saffron Burrows, Goran Kostić, Ben Miles | [ 345 ]   |
| T H Á N G 10 | 25         | Venom: Kèo cuối                                       | Venom: The Last Dance                          | Columbia Pictures / Marvel Entertainment / Pascal Pictures                                      | Kelly Marcel (đạo diễn/biên kịch); Tom Hardy, Chiwetel Ejiofor, Juno Temple, Rhys Ifans, Peggy Lu, Alanna Ubach, Stephen Graham | [ 387 ]   |
| T H Á N G 10 | 25         | Conclave                                              |                                                | Focus Features / FilmNation Entertainment / Indian Paintbrush                                   | Edward Berger (đạo diễn); Peter Straughan (biên kịch); Ralph Fiennes, Stanley Tucci, John Lithgow, Lucian Msamati, Carlos Diehz, Sergio Castellitto, Isabella Rossellini | [ 388 ]   |
| T H Á N G 10 | 25         | Your Monster                                          |                                                | Vertical                                                                                        | Caroline Lindy (đạo diễn/biên kịch); Melissa Barrera, Tommy Dewey, Edmund Donovan, Kayla Foster, Meghann Fahy | [ 389 ]   |
| T H Á N G 10 | 25         | Đừng cử động                                          | Don't Move                                     | Netflix / Raimi Productions                                                                     | Adam Schindler, Brian Netto (đồng đạo diễn); T.J. Cimfel, David White (biên kịch); Kelsey Asbille, Finn Wittrock, Moray Treadwell, Daniel Francis | [ 382 ]   |
| T H Á N G 10 | 25         | Magpie                                                |                                                | Shout! Studios                                                                                  | Sam Yates (đạo diễn); Tom Bateman (biên kịch); Daisy Ridley, Shazad Latif, Matilda Lutz | [ 390 ]   |
| T H Á N G 10 | 25         | La cocina                                             |                                                | Willa                                                                                           | Alonso Ruizpalacios (đạo diễn/biên kịch); Raúl Briones Carmona, Rooney Mara, Anna Diaz, Eduardo Olmos, Motell Foster, Oded Fehr, Laura Gómez, James Waterston | [ 391 ]   |
| T H Á N G 10 | 25         | Darla in Space                                        |                                                | Freestyle Releasing                                                                             | Eric Laplante, Susie Moon (đồng đạo diễn/biên kịch); Alex E. Harris, Thomas Jay Ryan, Constance Shulman, Jenn Lyon | [ 392 ]   |
| T H Á N G 10 | 25         | All You Need Is Blood                                 |                                                | Level 33 Entertainment                                                                          | Bucky Le Boeuf (dạo diễn/biên kịch); Logan Riley Bruner, Mena Suvari, Eddie Griffin | [ 393 ]   |
| T H Á N G 10 | 25         | 1 Million Followers                                   |                                                | Vertical                                                                                        | Harvey Lowry (đạo diễn); Paul Kim (biên kịch); Shelley Q, Evan Williams, Henry Ian Cusick, Ryan Jamaal Swain, Jade Ma, Constanza Palavecino, Patrick Atchison, Skye Ladell | [ 394 ]   |
| T H Á N G 10 | 25         | Hangdog                                               |                                                | Good Deed Entertainment                                                                         | Matt Cascella (đạo diễn/biên kịch); Jen Cordery (biên kịch); Desmin Borges, Kelly O'Sullivan, Barbara Rosenblat, Steve Coulter, Catherine Curtin | [ 395 ]   |
| T H Á N G 10 | 25         | Let's Start A Cult                                    |                                                | MPI Media Group                                                                                 | Ben Kitnick (đạo diễn/biên kịch); Stavros Halkias, Wes Haney (biên kịch); Stavros Halkias, Wes Haney, Eric Rahill, Katy Fullan, Daniel Simonsen | [ 396 ]   |
| T H Á N G 10 | 29         | Amityville: Where the Echo Lives                      |                                                | Lionsgate                                                                                       | Carlos Ayala (đạo diễn/biên kịch); Sarah McDonald, Breanna Rossi, Adela Perez, Nicholas J. Barelli, Hector De Alva, Eugenia Preciado, Adelina Topleva, Olya Marynets, Simona Curkoska | [ 397 ]   |
| T H Á N G 10 | 30         | Cắt qua thời gian                                     | Time Cut                                       | Netflix                                                                                         | Hannah Macpherson (đạo diễn/biên kịch); Michael Kennedy (biên kịch); Madison Bailey, Antonia Gentry, Michael Shanks, Griffin Gluck, Rachael Crawford | [ 382 ]   |
| T H Á N G 11 | 1          | Here                                                  |                                                | TriStar Pictures / Miramax / ImageMovers                                                        | Robert Zemeckis (đạo diễn/biên kịch); Eric Roth (biên kịch); Tom Hanks, Robin Wright, Paul Bettany, Kelly Reilly, Michelle Dockery | [ 398 ]   |
| T H Á N G 11 | 1          | Juror #2                                              |                                                | Warner Bros. Pictures / Gotham Group / Malpaso Productions                                      | Clint Eastwood (đạo diễn); Jonathan Abrams (biên kịch); Nicholas Hoult, Toni Collette, J. K. Simmons, Chris Messina, Zoey Deutch, Cedric Yarbrough, Kiefer Sutherland | [ 399 ]   |
| T H Á N G 11 | 1          | Chiến dịch Blitz                                      | Blitz                                          | Apple TV+ / Regency Enterprises / Working Title Films                                           | Steve McQueen (đạo diễn/biên kịch); Saoirse Ronan, Elliott Heffernan, Harris Dickinson, Erin Kellyman, Stephen Graham, Kathy Burke, Paul Weller, Leigh Gill, Benjamin Clementine | [ 400 ]   |
| T H Á N G 11 | 1          | A Real Pain                                           |                                                | Searchlight Pictures / Topic Studios / Fruit Tree                                               | Jesse Eisenberg (đạo diễn/biên kịch); Jesse Eisenberg, Kieran Culkin, Will Sharpe, Jennifer Grey, Kurt Egyiawan, Liza Sadovy, Daniel Oreskes | [ 401 ]   |
| T H Á N G 11 | 1          | Absolution                                            |                                                | Samuel Goldwyn Films                                                                            | Hans Petter Moland (đạo diễn); Tony Gayton (biên kịch); Liam Neeson, Ron Perlman, Yolonda Ross, Daniel Diemer | [ 402 ]   |
| T H Á N G 11 | 1          | The Gutter                                            |                                                | Magnolia Pictures / Village Roadshow Pictures                                                   | Yassir Lester, Isaiah Lester (đồng đạo diễn); Yassir Lester (biên kịch); Shameik Moore, Susan Sarandon, D'Arcy Carden, Jay Ellis, Jackée Harry, Paul Reiser, Adam Brody | [ 403 ]   |
| T H Á N G 11 | 1          | The Graduates                                         |                                                | The Future of Film Is Female                                                                    | Hannah Peterson (đạo diễn/biên kịch); Mina Sundwall, Alex R. Hibbert, Yasmeen Fletcher, Ewan Manley, John Cho, Maria Dizzia, Kelly O'Sullivan | [ 404 ]   |
| T H Á N G 11 | 1          | The Eye of the Salamander                             |                                                | Freestyle Releasing                                                                             | Pavel Nikolajev (đạo diễn/biên kịch); Nick Karner, Seth Honzik, Pavel Nikolajev | [ 405 ]   |
| T H Á N G 11 | 1          | Lost on a Mountain in Maine                           |                                                | Blue Fox Entertainment / Balboa Productions                                                     | Andrew Boodhoo Kightlinger (đạo diễn); Luke Paradise (biên kịch); Luke David Blumm, Paul Sparks, Caitlin FitzGerald, Ethan Slater | [ 406 ]   |
| T H Á N G 11 | 6          | Hẹn gặp Giáng sinh sau                                | Meet Me Next Christmas                         | Netflix                                                                                         | Rusty Cundieff (đạo diễn); Molly Halderman, Camilla Rubis (biên kịch); Christina Milian, Devale Ellis, Kofi Siriboe | [ 382 ]   |
| T H Á N G 11 | 7          | A Sudden Case of Christmas                            |                                                | Shout! Studios                                                                                  | Peter Chelsom (đạo diễn/biên kịch); Tinker Lindsay, Gianluca Bomprezzi, Neri Parenti, Federico Baccomo, Francesco Patierno (biên kịch); Danny DeVito, Andie MacDowell, Wilmer Valderrama, Lucy DeVito | [ 407 ]   |
| T H Á N G 11 | 8          | Heretic                                               |                                                | A24                                                                                             | Scott Beck and Bryan Woods (đồng đạo diễn/biên kịch); Hugh Grant, Sophie Thatcher, Chloe East | [ 408 ]   |
| T H Á N G 11 | 8          | Hội diễn Giáng sinh tuyệt vời nhất                    | The Best Christmas Pageant Ever                | Lionsgate / Kingdom Story Company                                                               | Dallas Jenkins (đạo diễn); Platte Clark, Darin McDaniel, Ryan Swanson (biên kịch); Judy Greer, Pete Holmes, Lauren Graham | [ 295 ]   |
| T H Á N G 11 | 8          | Bài học dương cầm                                     | The Piano Lesson                               | Netflix                                                                                         | Malcolm Washington (đạo diễn/biên kịch); Virgil Williams (biên kịch); Samuel L. Jackson, John David Washington, Ray Fisher, Michael Potts, Erykah Badu, Skylar Aleece Smith, Danielle Deadwyler, Corey Hawkins | [ 409 ]   |
| T H Á N G 11 | 8          | Elevation                                             |                                                | Vertical / Lyrical Media                                                                        | George Nolfi (đạo diễn); John Glenn, Kenny Ryan, Jacob Roman (biên kịch); Anthony Mackie, Morena Baccarin, Maddie Hasson, Tony Goldwyn | [ 410 ]   |
| T H Á N G 11 | 8          | Christmas Eve in Miller's Point                       |                                                | IFC Films                                                                                       | Tyler Taormina (đạo diễn/biên kịch); Eric Berger (biên kịch); Michael Cera, Francesca Scorsese, Gregg Turkington, Elsie Fisher, Matilda Fleming, Sawyer Spielberg, Maria Dizzia | [ 411 ]   |
| T H Á N G 11 | 8          | Bird                                                  |                                                | Mubi / BBC Film / BFI / Access Entertainment                                                    | Andrea Arnold (đạo diễn/biên kịch); Nykiya Adams, Barry Keoghan, Franz Rogowski, Jason Buda, Jasmine Jobson, Frankie Box, James Nelson-Joyce | [ 412 ]   |
| T H Á N G 11 | 8          | Love Bomb                                             |                                                | Quiver Distribution                                                                             | David Guglielmo (đạo diễn); Kathy Charles (biên kịch); Jessie Andrews, Zane Holtz, Josh Caras, Tom Williamson, James Lorinz, Sienna Hubert-Ross, Grainger Hines, Liana Wright-Mark | [ 413 ]   |
| T H Á N G 11 | 12         | It's Coming                                           |                                                | Early Autumn / Freestyle Digital Media                                                          | Shannon Alexander (đạo diễn/nhà sản xuất) | [ 414 ]   |
| T H Á N G 11 | 13         | Chàng người tuyết của em                              | Hot Frosty                                     | Netflix / Muse Entertainment                                                                    | Jerry Ciccoritti (đạo diễn); Russell Hainline (biên kịch); Lacey Chabert, Dustin Milligan, Craig Robinson, Joe Lo Truglio, Katy Mixon, Lauren Holly, Chrishell Stause | [ 382 ]   |
| T H Á N G 11 | 15         | Red One: Mật mã đỏ                                    | Red One                                        | Metro-Goldwyn-Mayer / Seven Bucks Productions / The Detective Agency / Chris Morgan Productions | Jake Kasdan (đạo diễn); Chris Morgan (biên kịch); Dwayne Johnson, Chris Evans, Lucy Liu, J.K. Simmons, Kiernan Shipka, Mary Elizabeth Ellis, Nick Kroll, Kristofer Hivju, Bonnie Hunt | [ 415 ]   |
| T H Á N G 11 | 15         | Daruma                                                |                                                | Freestyle Digital Media                                                                         | Alexander Yellen (đạo diễn); Kelli McNeil-Yellen (biên kịch); Tobias Forrest, Victoria Scott, John W. Lawson, Abigail Hawk, Barry Bostwick, Sandi McCree, Kelli McNeil-Yellen, Joy Nash | [ 416 ]   |
| T H Á N G 11 | 15         | Breakup Season                                        |                                                | Buffalo 8                                                                                       | H. Nelson Tracey (đạo diễn/biên kịch); Chandler Riggs, Samantha Isler, Jacob Wysocki, James Urbaniak, Carly Stewart, Brook Hogan, Kailey Rhodes | [ 417 ]   |
| T H Á N G 11 | 19         | Swap                                                  |                                                | Red Rabbit Pictures / Tru Diamond Entertainment                                                 | Dallas King (đạo diễn/biên kịch); Jessica Leila Greene, James Eastwood, Erin Anne Gray | [ 418 ]   |
| T H Á N G 11 | 20         | Những quý ông vui vẻ                                  | The Merry Gentlemen                            | Netflix                                                                                         | Peter Sullivan (đạo diễn); Marla Sokoloff (biên kịch); Britt Robertson, Chad Michael Murray, Marla Sokoloff, Beth Broderick, Michael Gross, Maxwell Caulfield | [ 382 ]   |
| T H Á N G 11 | 22         | Wicked                                                | Wicked                                         | Universal Pictures / Marc Platt Productions                                                     | Jon M. Chu (đạo diễn); Stephen Schwartz, Winnie Holzman (biên kịch); Cynthia Erivo, Ariana Grande, Michelle Yeoh, Jeff Goldblum, Jonathan Bailey, Ethan Slater, Marissa Bode, Bowen Yang, Bronwyn James, Keala Settle, Peter Dinklage | [ 419 ]   |
| T H Á N G 11 | 22         | Võ sĩ giác đấu II                                     | Gladiator II                                   | Paramount Pictures / Scott Free Productions / Red Wagon Entertainment                           | Ridley Scott (đạo diễn); David Scarpa (biên kịch); Paul Mescal, Pedro Pascal, Connie Nielsen, Denzel Washington, Joseph Quinn, Fred Hechinger, May Calamawy, Derek Jacobi | [ 420 ]   |
| T H Á N G 11 | 22         | Spellbound: Chuyến phiêu lưu phép thuật               | Spellbound                                     | Netflix / Skydance Animation                                                                    | Vicky Jenson (đạo diễn); Lauren Hynek, Elizabeth Martin, Julia Miranda (biên kịch); Rachel Zegler, John Lithgow, Jenifer Lewis, Tituss Burgess, Nathan Lane, Javier Bardem, Nicole Kidman | [ 421 ]   |
| T H Á N G 11 | 22         | Armor                                                 |                                                | Lionsgate / Grindstone Entertainment Group                                                      | Justin Routt (đạo diễn); Cory Todd Hughes, Adrian Speckert (biên kịch); Sylvester Stallone, Jason Patric, Josh Wiggins, Dash Mihok | [ 422 ]   |
| T H Á N G 11 | 22         | Out of My Mind                                        |                                                | Disney+ / Big Beach / Participant                                                               | Amber Sealey (đạo diễn); Daniel Stiepleman (biên kịch); Phoebe-Rae Taylor, Rosemarie DeWitt, Luke Kirby, Judith Light, Jennifer Aniston | [ 423 ]   |
| T H Á N G 11 | 22         | Bonhoeffer                                            |                                                | Angel Studios                                                                                   | Todd Komarnicki (đạo diễn/biên kịch); Jonas Dassler, August Diehl, David Jonsson, Flula Borg, Moritz Bleibtreu, Patrick Mölleken, Clarke Peters | [ 424 ]   |
| T H Á N G 11 | 22         | The Fix                                               |                                                | Gravitas Ventures                                                                               | Kelsey Egan (đạo diễn/biên kịch); Grace Van Dien, Daniel Sharman, Keenan Arrison, Tafara Nyatsanza, Nicole Fortuin | [ 425 ]   |
| T H Á N G 11 | 25         | Dear Santa                                            |                                                | Paramount+ / Paramount Pictures / Conundrum Entertainment                                       | Bobby Farrelly (đạo diễn); Ricky Blitt, Peter Farrelly (biên kịch); Jack Black, Keegan-Michael Key, Robert Timothy Smith, Brianne Howey, Hayes MacArthur, Post Malone, P. J. Byrne | [ 426 ]   |
| T H Á N G 11 | 26         | Watchmen Chapter II                                   |                                                | Warner Bros. Animation / Paramount Pictures / DC Studios                                        | Brandon Vietti (đạo diễn); J. Michael Straczynski (biên kịch); Matthew Rhys, Katee Sackhoff, Titus Welliver, Troy Baker, Rick D. Wasserman, Adrienne Barbeau, Jeffrey Combs, Geoff Pierson, Corey Burton, John Marshall Jones, Yuri Lowenthal, Kari Wahlgren, Grey DeLisle, Kelly Hu, Max Koch, Phil LaMarr, Dwight Schultz, Jason Spisak | [ 427 ]   |
| T H Á N G 11 | 26         | Hemet, or the Landlady Don't Drink Tea                |                                                | BayView Entertainment / Charybdis Pictures / Rosewood Five                                      | Tony Olmos (đạo diễn); Brian Patrick Butler (biên kịch); Kimberly Weinberger, Brian Patrick Butler, Aimee La Joie, Randy Davison, Merrick McCartha, Matthew Rhodes, Nick Young, Pierce Wallace, Jake Golden, Mia Gascon, Derrick Acosta, Mark Atkinson                                                                                    | [ 428 ]   |
| T H Á N G 11 | 26         | A Great Divide                                        |                                                | Gravitas Ventures                                                                               | Jean Shim (đạo diễn/biên kịch); Jeff Yang, Martina Nagel (biên kịch); Ken Jeong, Jae Suh Park, Emerson Min, Miya Cech, MeeWha Alana Lee, Seamus Dever, Marshall Allman, Jamie McShane | [ 429 ]   |
| T H Á N G 11 | 27         | Hành trình của Moana 2                                | Moana 2                                        | Walt Disney Pictures / Walt Disney Animation Studios                                            | David Derrick Jr. (đạo diễn/biên kịch); Jared Bush, Dana Ledoux Miller (biên kịch); Auli'i Cravalho, Dwayne Johnson, Temuera Morrison, Nicole Scherzinger, Khaleesi Lambert-Tsuda, Rose Matafeo, David Fane, Hualālai Chung, Rachel House, Awhimai Fraser, Gerald Ramsey, Alan Tudyk                                                      | [ 430 ]   |
| T H Á N G 11 | 27         | Queer                                                 |                                                | A24 / The Apartment Pictures / Fremantle / Frenesy Film Company                                 | Luca Guadagnino (đạo diễn); Justin Kuritzkes (biên kịch); Daniel Craig, Drew Starkey, Lesley Manville, Jason Schwartzman, Henry Zaga, Omar Apollo | [ 431 ]   |
| T H Á N G 11 | 27         | Maria                                                 |                                                | Netflix / Fremantle / The Apartment Pictures / FilmNation Entertainment                         | Pablo Larraín (đạo diễn); Steven Knight (biên kịch); Angelina Jolie, Pierfrancesco Favino, Alba Rohrwacher, Haluk Bilginer, Kodi Smit-McPhee | [ 432 ]   |
| T H Á N G 11 | 27         | Bí mật nhỏ của chúng ta                               | Our Little Secret                              | Netflix                                                                                         | Stephen Herek (đạo diễn); Hailey DeDomonicis (biên kịch); Lindsay Lohan, Ian Harding, Tim Meadows, Jon Rudnitsky, Henry Czerny, Judy Reyes, Chris Parnell, Kristin Chenoweth | [ 382 ]   |
| T H Á N G 11 | 28         | Sweethearts                                           |                                                | Max / New Line Cinema                                                                           | Jordan Weiss (đạo diễn/biên kịch); Dan Brier (biên kịch); Kiernan Shipka, Nico Hiraga, Charlie Hall, Joel Kim Booster, Christine Taylor | [ 433 ]   |
| T H Á N G 11 | 29         | Nutcrackers                                           |                                                | Hulu / Rough House Pictures                                                                     | David Gordon Green (đạo diễn); Leland Douglas (biên kịch); Ben Stiller, Linda Cardellini, Edi Patterson, Tim Heidecker, Toby Huss | [ 434 ]   |
| T H Á N G 12 | 6          | Y2K                                                   |                                                | A24                                                                                             | Kyle Mooney (đạo diễn/biên kịch); Evan Winter (biên kịch); Jaeden Martell, Julian Dennison, Rachel Zegler, Mason Gooding, Fred Durst, Alicia Silverstone | [ 435 ]   |
| T H Á N G 12 | 6          | Nightbitch                                            |                                                | Searchlight Pictures / Annapurna Pictures                                                       | Marielle Heller (đạo diễn/biên kịch); Amy Adams, Scoot McNairy, Arleigh Patrick Snowden, Emmett James Snowden, Zoe Chao, Mary Holland, Archana Rajan, Jessica Harper | [ 436 ]   |
| T H Á N G 12 | 6          | Tiểu đoàn 6888                                        | The Six Triple Eight                           | Netflix / Mandalay Pictures / Tyler Perry Studios                                               | Tyler Perry (đạo diễn/biên kịch); Kerry Washington, Sam Waterston, Susan Sarandon, Oprah Winfrey | [ 437 ]   |
| T H Á N G 12 | 6          | The Order                                             |                                                | Vertical / AGC Studios / Riff Raff Entertainment                                                | Justin Kurzel (đạo diễn); Zach Baylin (biên kịch); Jude Law, Nicholas Hoult, Tye Sheridan, Jurnee Smollett, Alison Oliver, Odessa Young, Marc Maron | [ 438 ]   |
| T H Á N G 12 | 6          | Werewolves                                            |                                                | Briarcliff Entertainment                                                                        | Steven C. Miller (đạo diễn); Matthew Kennedy (biên kịch); Frank Grillo, Katrina Law, Ilfenesh Hadera, James Michael Cummings, Lou Diamond Phillips | [ 439 ]   |
| T H Á N G 12 | 6          | The Return                                            |                                                | Bleecker Street / HanWay Films / Rai Cinema                                                     | Uberto Pasolini (đạo diễn/biên kịch); John Collee, Edward Bond (biên kịch); Ralph Fiennes, Juliette Binoche, Charlie Plummer, Marwan Kenzari, Claudio Santamaria, Amir Wilson | [ 440 ]   |
| T H Á N G 12 | 6          | Oh, Canada                                            |                                                | Kino Lorber                                                                                     | Paul Schrader (đạo diễn/biên kịch); Richard Gere, Uma Thurman, Michael Imperioli, Jacob Elordi | [ 441 ]   |
| T H Á N G 12 | 6          | Mary                                                  | Mary                                           | Netflix                                                                                         | D. J. Caruso (đạo diễn); Timothy Michael Hayes (biên kịch); Noa Cohen, Ido Tako, Anthony Hopkins | [ 442 ]   |
| T H Á N G 12 | 6          | Jenni                                                 |                                                | Vix                                                                                             | Gigi Saul Guerrero (đạo diễn); Shane McKenzie, Kate Lanier (biên kịch); Annie Gonzalez, Manuel Uriza, Cinthya Carmona, Jero Medina, Miguel Ángel, Gabriela Reynoso, J.R. Villarreal | [ 443 ]   |
| T H Á N G 12 | 13         | Kraven: Thợ săn thủ lĩnh                              | Kraven the Hunter                              | Columbia Pictures / Marvel Entertainment / Arad Productions                                     | J. C. Chandor (đạo diễn); Art Marcum, Matt Holloway, Richard Wenk (biên kịch); Aaron Taylor-Johnson, Ariana DeBose, Fred Hechinger, Alessandro Nivola, Christopher Abbott, Russell Crowe | [ 309 ]   |
| T H Á N G 12 | 13         | Chúa tể của những chiếc nhẫn: Cuộc chiến của Rohirrim | The Lord of the Rings: The War of the Rohirrim | Warner Bros. Pictures / New Line Cinema / Warner Bros. Animation / Sola Entertainment           | Kenji Kamiyama (đạo diễn); Phoebe Gittins, Arty Papageorgiou (biên kịch); Brian Cox, Gaia Wise, Luke Pasqualino, Miranda Otto, Laurence Ubong Williams, Shaun Dooley | [ 444 ]   |
| T H Á N G 12 | 13         | Hành lý xách tay                                      | Carry-On                                       | Netflix / Amblin Entertainment                                                                  | Jaume Collet-Serra (đạo diễn); T.J. Fixman, Michael Green (biên kịch); Taron Egerton, Jason Bateman, Sofia Carson, Danielle Deadwyler, Sinqua Walls, Logan Marshall-Green, Theo Rossi, Josh Brener, Dean Norris | [ 382 ]   |
| T H Á N G 12 | 13         | September 5                                           |                                                | Paramount Pictures / Republic Pictures / Constantin Film                                        | Tim Fehlbaum (đạo diễn/biên kịch); Moritz Binder (biên kịch); Peter Sarsgaard, John Magaro, Ben Chaplin, Leonie Benesch | [ 445 ]   |
| T H Á N G 12 | 13         | Nickel Boys                                           |                                                | Orion Pictures / Plan B Entertainment / Louverture Films / Anonymous Content                    | RaMell Ross (đạo diễn/biên kịch); Joslyn Barnes (biên kịch); Ethan Herisse, Brandon Wilson, Aunjanue Ellis-Taylor, Hamish Linklater, Fred Hechinger, Daveed Diggs | [ 446 ]   |
| T H Á N G 12 | 13         | The Last Showgirl                                     |                                                | Roadside Attractions / Utopia / Pinky Promise                                                   | Gia Coppola (đạo diễn); Kate Gersten (biên kịch); Pamela Anderson, Jamie Lee Curtis, Dave Bautista, Brenda Song, Kiernan Shipka, Billie Lourd, Jason Schwartzman | [ 447 ]   |
| T H Á N G 12 | 13         | Dirty Angels                                          |                                                | Lionsgate / Millennium Media / Nu Boyana Film Studios                                           | Martin Campbell (đạo diễn/biên kịch); Yariv Lerner, Robert Van Norden (biên kịch); Eva Green, Ruby Rose, Maria Bakalova, Rona-Lee Shimon, Jonica T. Gibbs, Emily Bruni, Christopher Backus | [ 448 ]   |
| T H Á N G 12 | 13         | Filthy Animals                                        |                                                | Northway Films / Freestyle Releasing                                                            | James T. North (đạo diễn/biên kịch); Raymond J. Barry, Ryan Patrick Brown, Austan Wheeler, Mena Elizabeth Santos, Peter Larney, Luke Wessman, Nicola Aara | [ 449 ]   |
| T H Á N G 12 | 13         | The Activated Man                                     |                                                | Stonecutter Media                                                                               | Nicholas Gyeney (đạo diễn/biên kịch); Tony Todd, Sean Young, Kane Hodder, Andrew Keegan, Vladimir Kulich, Sab Shimono, Jamie Costa, Ivana Rojas, Scott Brown | [ 450 ]   |
| T H Á N G 12 | 17         | The Little Mermaid                                    |                                                | Lionsgate                                                                                       | Leigh Scott (đạo diễn/biên kịch); Mike Markoff, Jeff Denton, Samuel Selman, Sean Michael Argo, Winston Crooke, Steven Yniguez, Manon Laurent, Lydia Helen | [ 451 ]   |
| T H Á N G 12 | 17         | Glue Trap                                             |                                                | Gravitas Ventures                                                                               | Justin Geldzahler (đạo diễn/biên kịch); Brittany Bradford, Isaac W. Jay | [ 452 ]   |
| T H Á N G 12 | 20         | Mufasa: Vua sư tử                                     | Mufasa: The Lion King                          | Walt Disney Pictures                                                                            | Barry Jenkins (đạo diễn); Jeff Nathanson (biên kịch); Aaron Pierre, Kelvin Harrison Jr., John Kani, Seth Rogen, Billy Eichner, Donald Glover, Mads Mikkelsen, Thandiwe Newton, Tiffany Boone, Lennie James, Blue Ivy Carter, Beyoncé Knowles-Carter                                                                                       | [ 260 ]   |
| T H Á N G 12 | 20         | Nhím Sonic 3                                          | Sonic the Hedgehog 3                           | Paramount Pictures / Sega Sammy Group / Original Film / Marza Animation Planet / Blur Studio    | Jeff Fowler (đạo diễn); Patrick Casey, Josh Miller, John Whittington (biên kịch); Jim Carrey, Ben Schwartz, James Marsden, Tika Sumpter, Krysten Ritter, Natasha Rothwell, Shemar Moore, Lee Majdoub, Alyla Browne, Colleen O'Shaughnessey, Idris Elba, Keanu Reeves                                                                      | [ 453 ]   |
| T H Á N G 12 | 20         | The Brutalist                                         |                                                | A24 / Brookstreet Pictures                                                                      | Brady Corbet (đạo diễn/biên kịch); Mona Fastvold (biên kịch); Adrien Brody, Felicity Jones, Guy Pearce, Joe Alwyn, Raffey Cassidy, Stacy Martin, Emma Laird, Isaach de Bankolé, Alessandro Nivola | [ 431 ]   |
| T H Á N G 12 | 20         | Homestead                                             |                                                | Angel Studios                                                                                   | Ben Smallbone (đạo diễn); Phillip Abraham, Leah Bateman, Jason Ross (biên kịch); Neal McDonough, Dawn Olivieri, Currie Graham, Susan Misner, Bailey Chase, Jesse Hutch | [ 454 ]   |
| T H Á N G 12 | 25         | Ma cà rồng Nosferatu                                  | Nosferatu                                      | Focus Features / Studio 8                                                                       | Robert Eggers (đạo diễn/biên kịch); Bill Skarsgård, Nicholas Hoult, Lily-Rose Depp, Aaron Taylor-Johnson, Emma Corrin, Ralph Ineson, Simon McBurney, Willem Dafoe | [ 455 ]   |
| T H Á N G 12 | 25         | A Complete Unknown                                    |                                                | Searchlight Pictures / The Picture Company                                                      | James Mangold (đạo diễn/biên kịch); Jay Cocks (biên kịch); Timothée Chalamet, Edward Norton, Elle Fanning, Monica Barbaro, Boyd Holbrook, Dan Fogler, Norbert Leo Butz, Scoot McNairy | [ 456 ]   |
| T H Á N G 12 | 25         | The Fire Inside                                       |                                                | Metro-Goldwyn-Mayer                                                                             | Rachel Morrison (đạo diễn); Barry Jenkins (biên kịch); Ryan Destiny, Brian Tyree Henry, Judy Greer | [ 457 ]   |
| T H Á N G 12 | 25         | Better Man                                            |                                                | Paramount Pictures                                                                              | Michael Gracey (đạo diễn/biên kịch); Simon Gleeson, Oliver Cole (biên kịch); Robbie Williams, Jonno Davies, Steve Pemberton, Alison Steadman | [ 458 ]   |
| T H Á N G 12 | 25         | Babygirl                                              |                                                | A24 / 2AM                                                                                       | Halina Reijn (đạo diễn/biên kịch); Nicole Kidman, Harris Dickinson, Sophie Wilde, Antonio Banderas | [ 459 ]   |
| T H Á N G 12 | 25         | Los Frikis                                            |                                                | Wayward/Range                                                                                   | Michael Schwartz, Tyler Nilson (đồng đạo diễn/biên kịch); Héctor Medina, Adria Arjona, Eros de la Puente | [ 460 ]   |
| T H Á N G 12 | 27         | Bloody Axe Wound                                      |                                                | Shudder / RLJE Films                                                                            | Matthew John Lawrence (đạo diễn/biên kịch); Molly Brown, Jeffrey Dean Morgan, Billy Burke | [ 461 ]   |